# ギザの大ピラミッド
ギザの大ピラミッド（ギザのだいピラミッド、英語: Great Pyramid of Giza）は、エジプトのギザに建設されたピラミッド。世界遺産メンフィスとその墓地遺跡の構成要素でもある。古代エジプトの第4王朝（紀元前2500年頃）の王、クフの墓とされ、 クフ王のピラミッドとも呼ばれる。以下、本項では大ピラミッドと略す。

## 概要

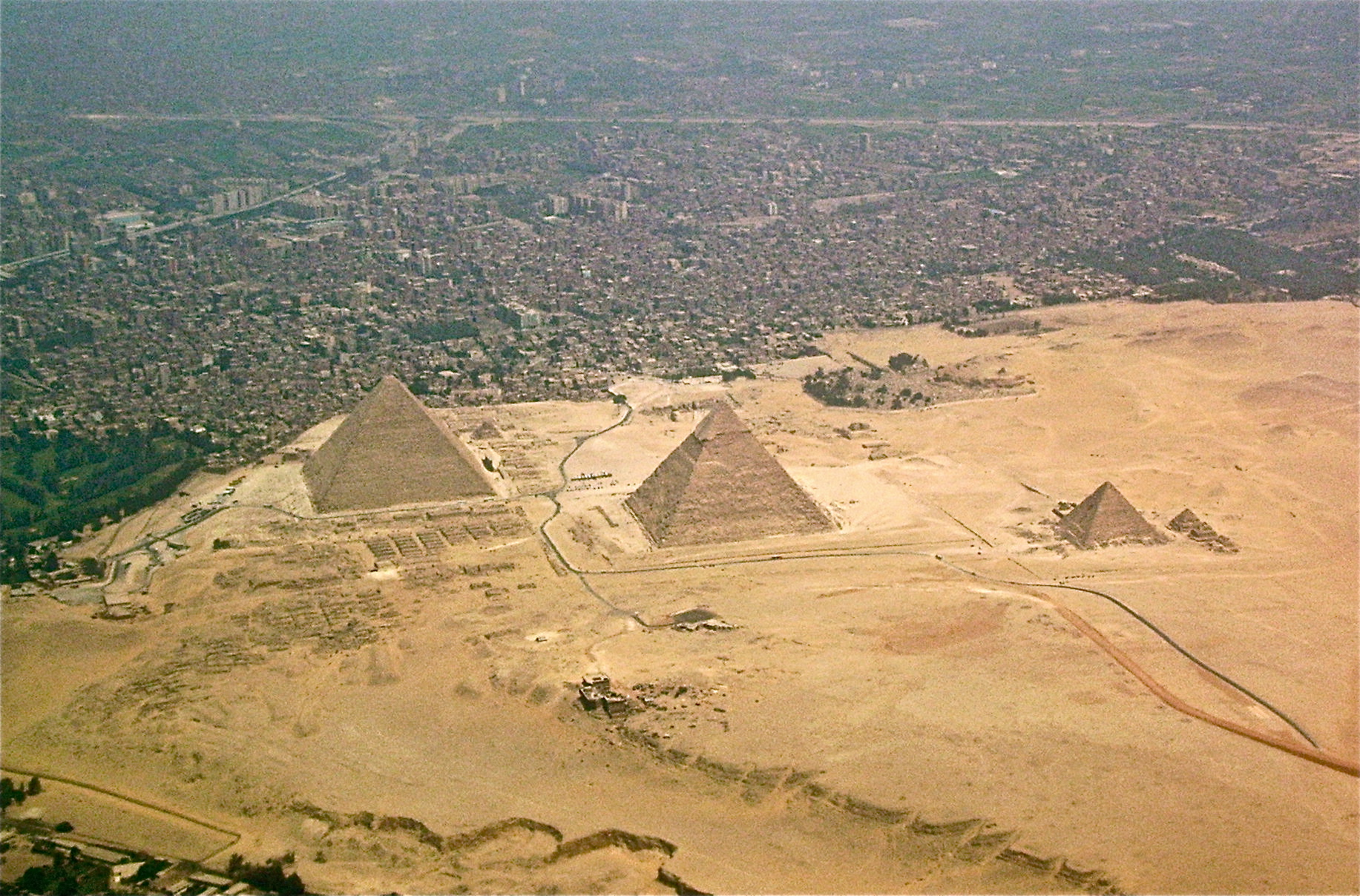
上空からみた三大ピラミッド 一番左が大ピラミッド

第4王朝はクフの父スネフェルによって開かれ、巨大なピラミッドが建造された時期にあたる。ギザには第4王朝に築かれたピラミッドが3基（三大ピラミッド）があるが、その中で最初に建造され、最大のピラミッドが大ピラミッドである。古代エジプトで大ピラミッドはアケト・クフと呼ばれていた。これは「クフの地平」を意味するが、「クフがアクになる場所」に掛けた語呂合わせとされる。
大ピラミッドは古代世界の七不思議に記される古くからの世界的な観光地でもあり、見る者に驚愕と尊敬の念を与え続けてきた。数多くあるエジプトのピラミッドの中で最大であるだけでなく、その複雑な内部構造など異質な点も多く、それゆえに特別視されることもあった。特に19世紀から神秘学・オカルト・ニューエイジと結びつける人々による謎解きはピラミッド学と揶揄される。彼らは古代エジプト人が大ピラミッドを築いたことを信じずに、聖書的・神知的・天文学的・数学的な論理を用いて説明しようと試みた。大ピラミッドを王墓ではなく天文台や日時計だと主張したり、さらには失われた超古代文明や宇宙人と結びつけられる事もあったが、これらは考古学的に否定されている。
一方で考古学者の中にも未知の空間を期待する者もおり、現在でも様々な調査が行われている。

## 立地と構造

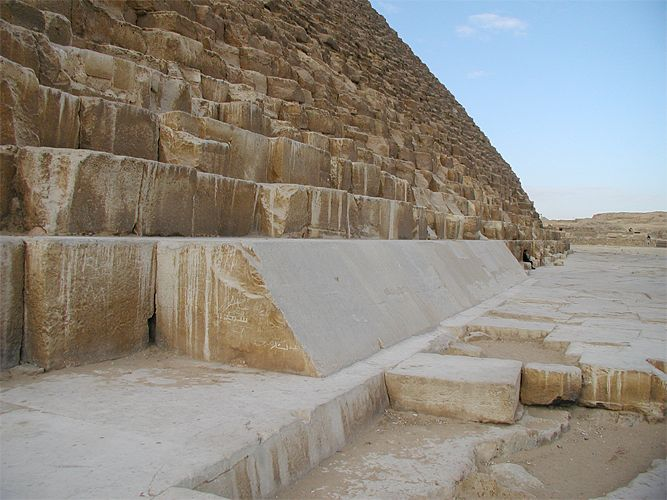
基部に残されている化粧石 化粧石の側面下部には梃子の作用点になる窪みが残されている。化粧石の下の平らな石が基壇。基壇より右側の石畳は中庭の舗装。

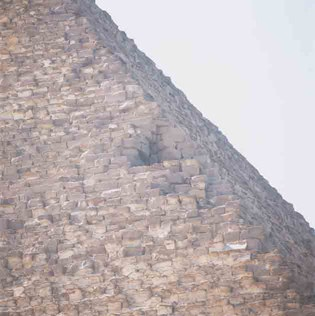
北東角の窪み

大ピラミッドはギザ台地と呼ばれる巨大な岩盤の北端に位置する。台地は石灰岩累層で東西2.2㎞、南北1.1㎞で5000万年前に地上に現れたと考えられている。この場所は、宗教的な理由からナイル川の西側で、首都メンフィスに近いなどの理由から選ばれたとされる。
大ピラミッドは石灰岩製の石板を並べて作られた基壇の上に建てられ、その底面の誤差は水平2.1cm、南北の方位0度3分6秒、側面長さ4.4cmという驚異的な精度で建造されている。岩盤の上に正確に水平な基壇を作った理由はスネフェルのピラミッドの失敗を教訓にしたものと考えられる。
大ピラミッドは完成時には化粧石で覆われ綺麗な四角錐であった。化粧石はナイル対岸のトゥーラから運ばれた良質な石灰岩で、完成時には白く輝いていたと考えられているが、イスラム時代にカイロの街をつくるための建材として剥がされ、底部に一部が残るのみである。また頂部のピラミディオン（キャップストーン）も失われている。現在は化粧石の下地であった裏張り石が露出しており、表面は階段状でその総数は203段である。石材は1つ平均で2.5t程度とされ、230万個の石材が使用されていると推定される。1段あたりの高さは段ごとにまちまちで、35段、44段、67段、90段などいくつかの段に大きな石が使われているが、その理由は分かっていない。ディーター・アルノルトは、大きな石は内部にあるコアの階段状になっている位置を示すとの仮説を立てている。石材同士はモルタルで接着されているが、これは建造時に梃子をつかって滑らせて移動する際の潤滑剤の役割もあったと考えられる。
大ピラミッドの構造はその中心となるコアがあるとする説があり、特に上昇通路が貫通しているいわゆる帯石はその境界とする見解がある。実際に同時代のピラミッドはコア構造をしており、その蓋然性は高いが、実際の構造は確認されていない。また、大ピラミッド全体が四角い石を積み上げたのではなく、内部には不揃いな小部屋が複数あり、その中に充填材を詰め込んだ構造だと考えられている。現在、北東の角の地上から80m程の高さの位置に窪みがあり、その隙間から洞窟状のスペースに入ることが出来る。これを実見した河江肖剰は、この場所を充填材を詰め込んだスペースが露出した場所だと推測している。

## 内部構造

大ピラミッド断面図
1.正規の入口 2.盗掘口 3.下降通路 4.下降通路 5.地下室 6.上昇通路 7.女王の間と通気孔 8.水平通路 9.大回廊 10.王の間と通気孔 11.竪孔
2023年3月2日、1から通路2に平行する向きの新しい空間が発見された。

大ピラミッドの内部は、多くのピラミッドの中でも特異な構造をしている。この構造は当初からの計画であったか、あるいは幾たびかの設計変更が加えられたのか、諸説あるが結論は出ていない。ボルヒャルト・ルートヴィヒは最初に玄室に計画されたのが地下室で、次に女王の間、最後に王の間と3段階に計画が変更されたとしている。これに反対し単一の計画で作られたとする研究者にはヴィート・マラジョッリョやライナー・シュターデルマンらが居る。

### 入口
大ピラミッドの入口は、他の多くのピラミッドと同様に北面にある。正規の入口は基部から19段目にあり中心軸から7.29m東にずれている。また、塞がれている開口部の高さは1m足らずである。
現在の観光客の入口は、9世紀のカリフのアル＝マムーンが掘ったと伝承されている盗掘口で、地上から7mの高さにあけられている。そこから水平に伸びるトンネルは、伝承には火と酸を使って掘られたと記されている。このトンネルは本来の通路である、下降通路と上昇通路が交わる部分に続いている。

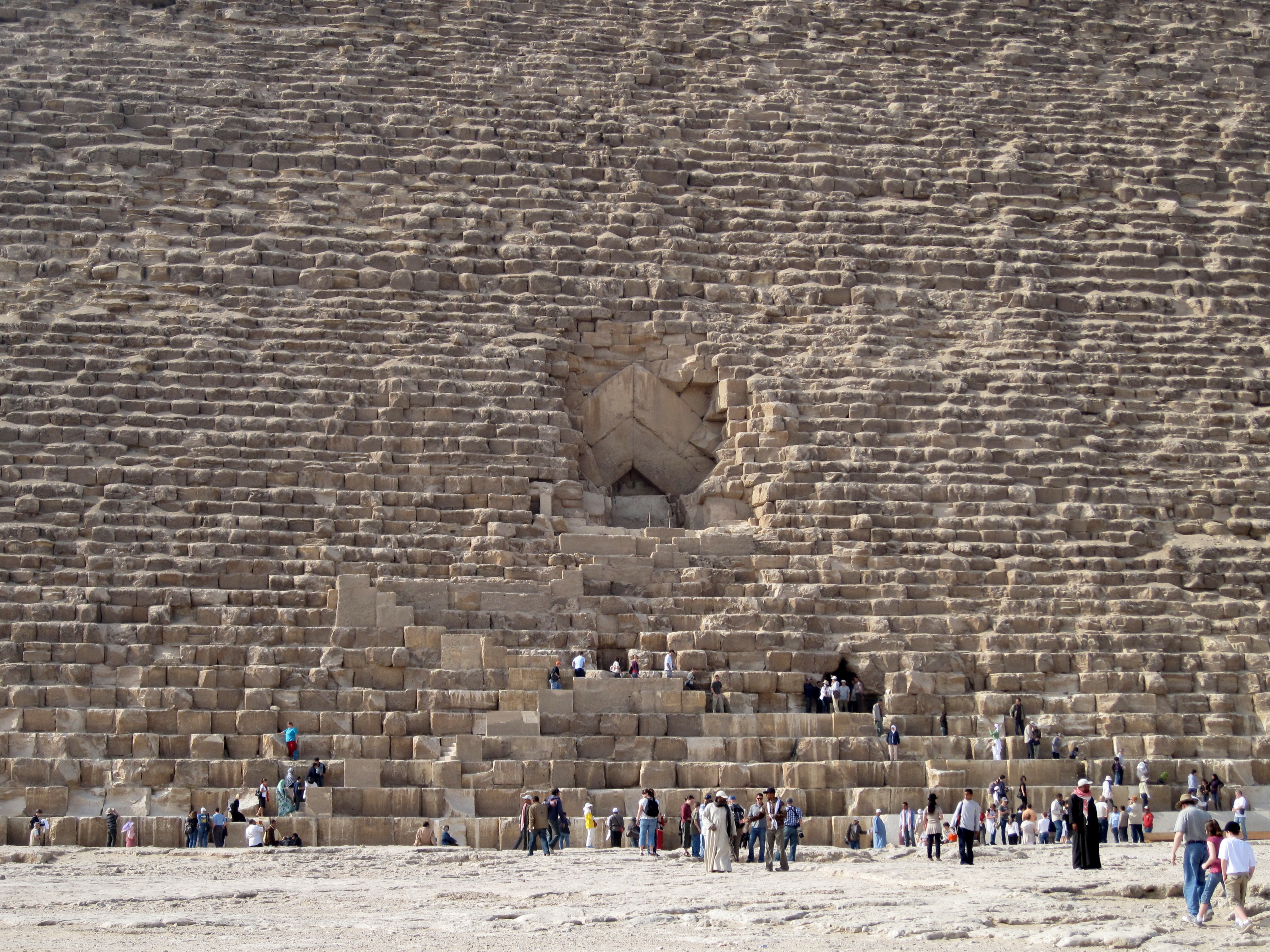
正規の入口（中央）と盗掘口（右下）
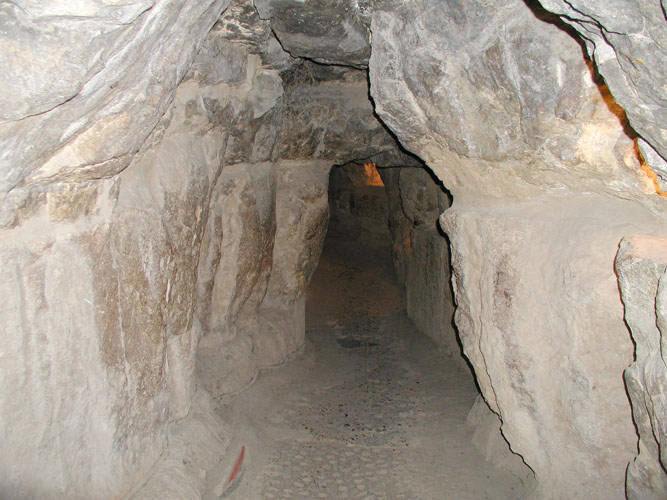

- アル=マムーンのトンネル

### 下降通路
本来の入口を入ると下降通路がある。下降通路の幅は約1mで高さは1.2m、傾斜角度は26度31分23秒である。入口から地下へ降る通路は、多くのピラミッドに共通する特徴であるが、大ピラミッドでは初めて岩盤を掘り抜いて作られている。

### 地下室
地下室は地下およそ30mほどの位置にあり未完成だが、広さは14m×7.2mで高さが5.3mほどである。床には四角い穴があり、もっと深く掘り下げる計画であったと考えられる。地下室から南に延びる小さい通路が設けられているが、何処にもつながっておらず用途も不明である。
この地下室に至る下降通路の大きさから、この場所に石棺を運び入れることは難しいと考えられ、玄室の手前にある閉塞装置もない。この事から玄室として使用された可能性は低いとされる。その用途について定説はないが、玄室として計画されたが未完成のまま放棄されたと考える研究者もいる。また、最後に作られた玄室ではない部屋で王の死去で中止されたという説もある。

1910年撮影の地下室
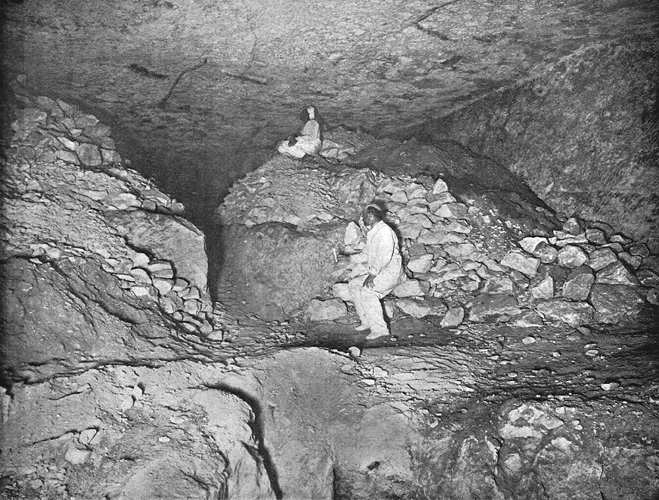
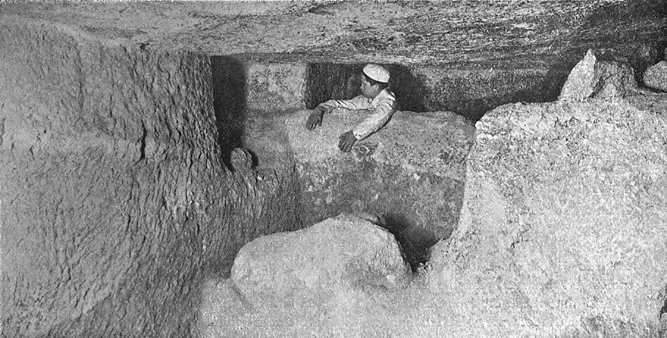
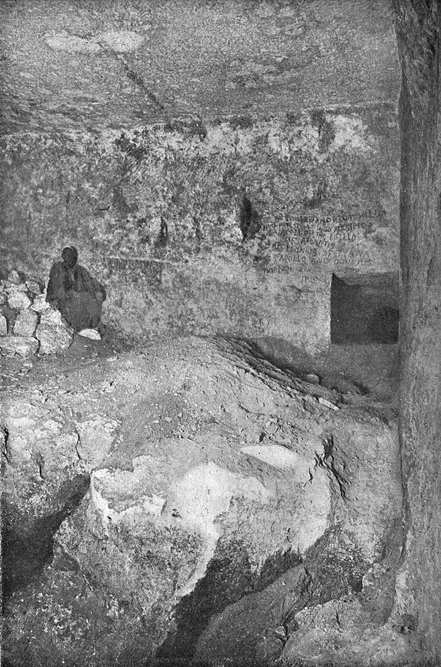

### 上昇通路
下降通路は地盤面の手前で上昇通路と交わる。上昇通路は花崗岩製の石栓で封鎖されていた。通路の幅は約1.05mだが、石栓で塞がる部分は狭くなっている。上昇通路は39.3mの長さで傾斜角度は26度2分30秒。

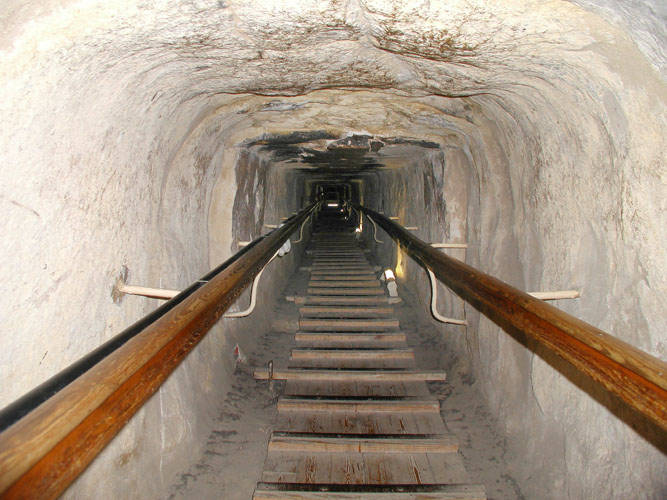
上昇通路
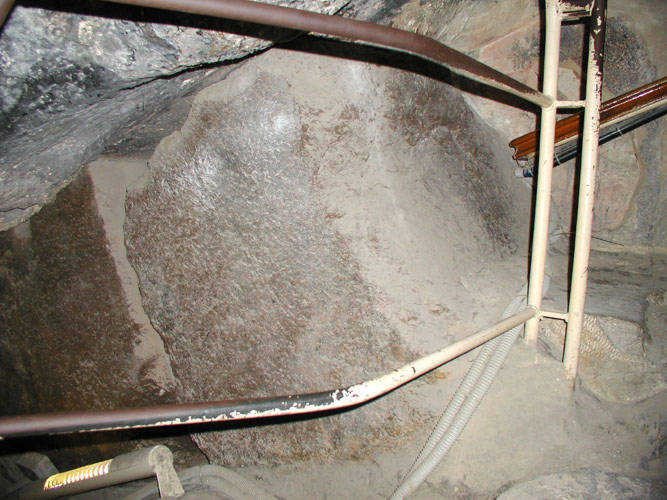
上昇通路を塞ぐ石栓
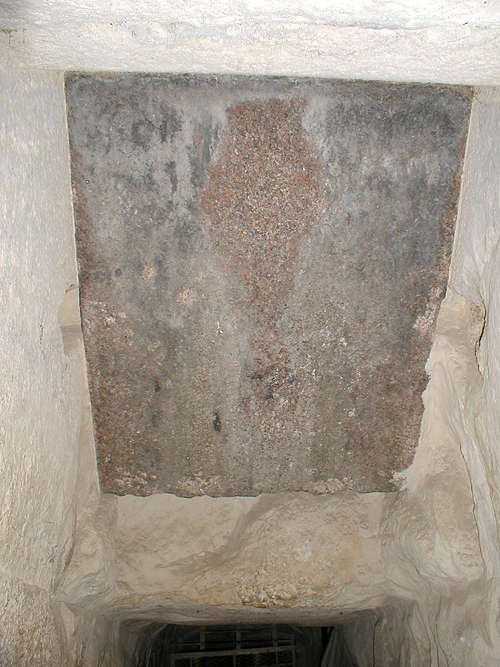
下降通路側からみた石栓

### 水平通路
上昇通路から大回廊に繋がる部分から、水平に南に延びる通路がある。完成時には、水平通路への入口は大回廊の床下に隠されていたと考えられる。通路は女王の間に至るが、その5mほど手前に段差があり、女王の間は水平通路より60cmほど下がっている。これを石泥棒が花崗岩の仕上げをはぎ取った跡とする研究者もいる。

### 女王の間
水平通路の先にあるのが女王の間（王妃の間）である。この名称はアラブ人の探検家によって名付けられたもので、実際に女王が埋葬されたとは考えられていない。切妻構造の天井で広さは5.8m×5.3mで高さは6mで、大ピラミッドの東西の中心に位置している。全体が上質な石灰岩でつくられ、装飾等はない。また床は粗雑で未完成と考えられる。南北には通気孔と称される細い穴が伸びている。
東面には高さ4.7mの壁龕が持ち送り構造で作られている。また、壁龕の床はかつで盗掘者が掘った穴が開いている。壁龕の用途は不明だが、王の霊的分身であるカァの像が納められていたとする説が有力である。それが正しければ、カァの像を収める壁龕のある部屋（セルダブ）が、女王の間の用途と考えられる。他には、シュターデルマンの第4王朝には埋葬施設が玄室・前室・倉庫の3室で構成されるようになったとし、女王の間を前室に相当するとする説や、王の間が完成するまでの保険として設けられた予備の玄室とする専門家もいる。

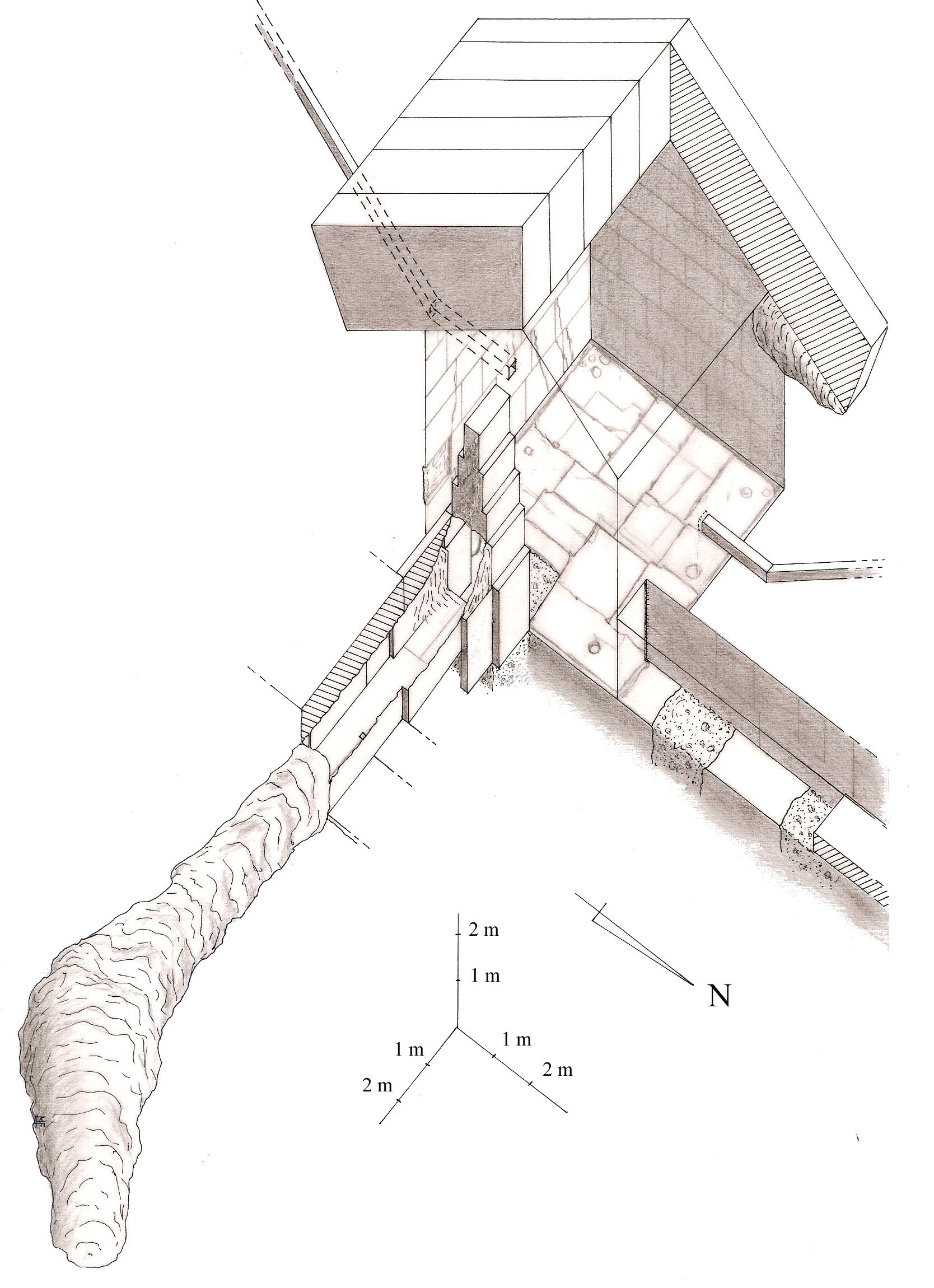
投影図
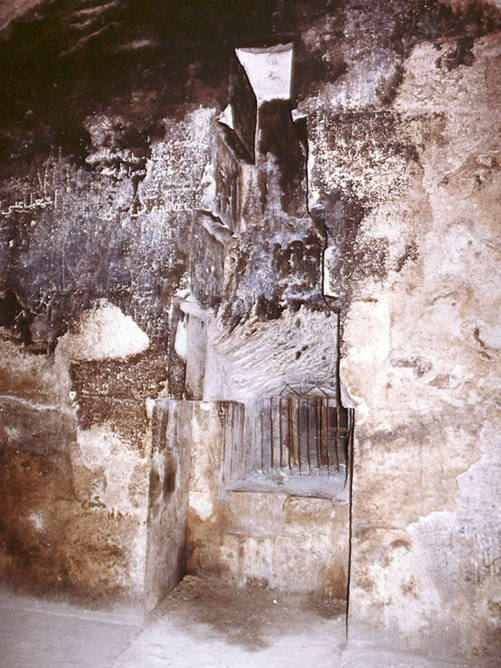
東面の壁龕

### 竪孔
大回廊の西側面に下に降りる竪孔（井戸ともいう）が開いている。この竪孔は地下まで延びており、下降通路の地下室近くに繋がっている。この竪孔の用途は、王の間を石栓で封印した作業員が外に出るための通路とする説や、地下室で作業するための通気口とする説がある。

### 大回廊
上昇通路を上ると、やがて大回廊と呼ばれる巨大な通路になる。長さ46.7m、幅2.1m、高さ8.7mで、壁面は7段の持ち送り構造となっている。持ち送り構造は1段で7.5cmずつ迫り出しており、上部から5段目には何かを受けるようなシャクリが付いている。天井はおよそ1m幅の石板で仕上げられるが、その仕上げは平面ではなく段がつけられている。また下部には両壁に沿って幅50cm、高61cmのベンチがある。その上部には左右それぞれ27個の四角い穴が均等な間隔であけられており、それに対応するように壁面にも窪みがある。このベンチと穴の役割について、石栓を留める装置や、建材の運搬に使われた装置などの説があるが、特定には至っていない。

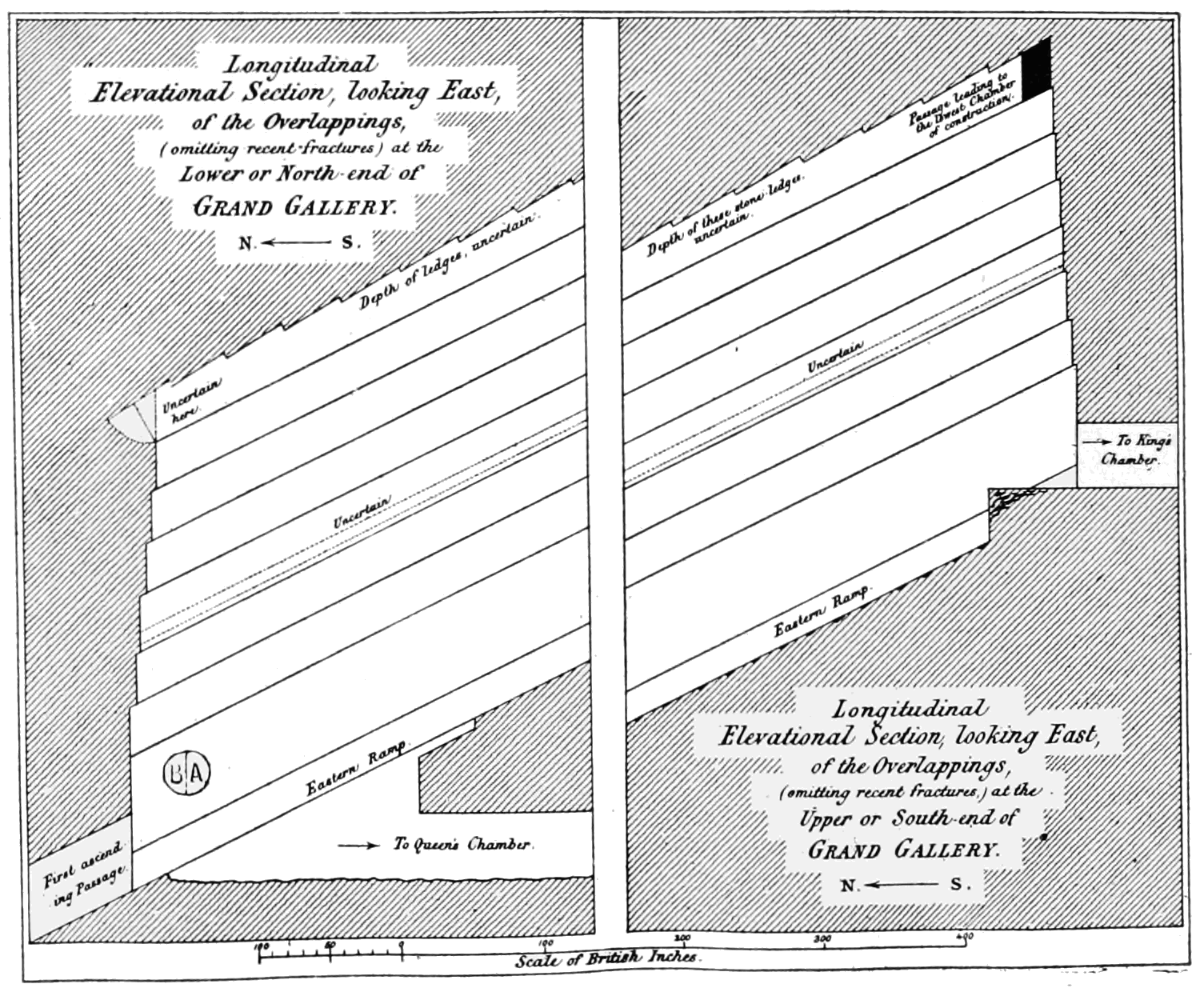
大回廊の断面図
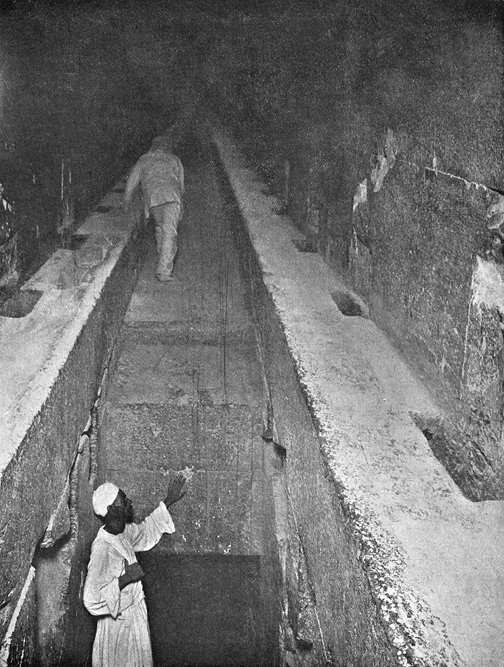
大回廊入口 下部は水平通路
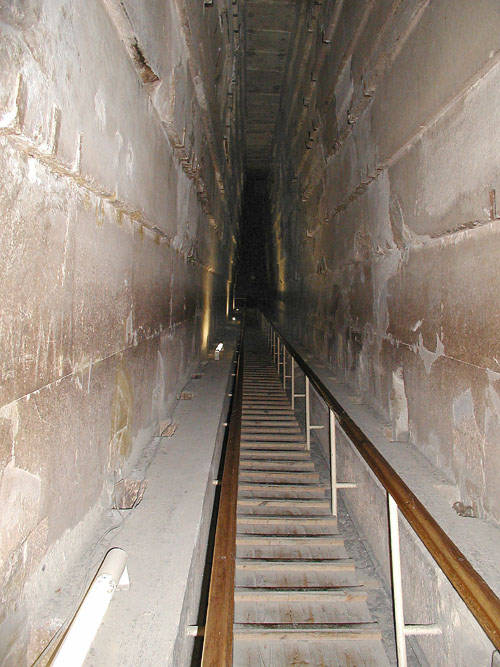
大回廊

### 王の間
大回廊から前室を経て王の間に至る。王の間の広さは10.5m×5.2mで高さ5.8mで、東西の中心に位置している。赤色花崗岩が隙間なく積まれており、表面は平滑に仕上げられるが装飾はない。玄室の天井は9本の巨大な石梁で作られている。これに用いられる石材も花崗岩で作られ、重量は50tから60tと推定され、大ピラミッドで確認される最重量の石材である。
この部屋が大ピラミッドの玄室とするのが定説であるが、一般に古代エジプトでは地下に作られる玄室が、なぜこれほど高い位置に作られたのかは明らかではない。また、工事中に入ったと考えられている王の間の天井南側の亀裂を根拠に、ヴィエスワフ・コジンスキーは王の間は玄室として完成されることなく放棄されたと推測している。

#### 重量軽減の間
王の間の上部には5つの低い部屋が重ねられ、最上部は切妻構造になっている。このような構造は先例がなく、その後でも極めて稀である。王の間の床から重量軽減の間の最上部までの総高さは21mを超える。重量軽減の間へは大回廊の最も高い位置にある裂け目から最下部に入ることが出来る。5つの部屋は下から、デーヴィソンの間、ウェリントンの間、ネルソンの間、アーバスノット夫人の間、キャンベルの間と名付けられている。最上部の切妻構造は石灰岩で、他は全て花崗岩で作られており、いずれの層も天井は平滑に仕上げられているが、床は仕上げられていない。
この部屋は、1760年代にナサニエル・デヴィドソンが最下層を発見し、1837年にハワード・ヴァイズがダイナマイトで穴を開けてさらに上層があることを発見した。内部には労働者集団の名前がオーカー（酸化鉄を含む粘土）で書かれ、この労働者集団の名前にクフの文字があったことから、大ピラミッドの埋葬者が特定された。また、メモ書きと思われる「17回目の頭数調査の年」の文からこの場所の建設がクフ王の即位34年目に行われたと考えられている。

#### 石棺
王の間には、花崗岩製の簡素な棺が置かれている。長さ2.28m、幅0.98m、高さ1.05mで、入口よりも大きいため完成前に封入されたと考えられる。アスワンの石切場から運ばれた花崗岩で作られたもので表面の装飾はまったく、蓋も見つかっていない。古代エジプトにおいて、花崗岩をくり抜いて作られた初めての棺と考えられる。当時は鉄や青銅の道具はなく銅で作られた円筒状の鋸で砂を撒きながら掘り削られたと考えられている。1999年に行われた実験考古学により、こうした形状に加工する為には延べ28000時間、9年が掛かったと推定されている。

#### 前室
大回廊を上った先には前室（控えの間）がある。部屋の東西の壁は花崗岩で作られており、4つの溝が掘られている。このうち幅が広く床まで届く3つの溝に上下にスライドする花崗岩製の落とし戸が3つ設けられていたと考えられ、それぞれ上部に渡された丸太と綱を使って開閉されたと考えられている。

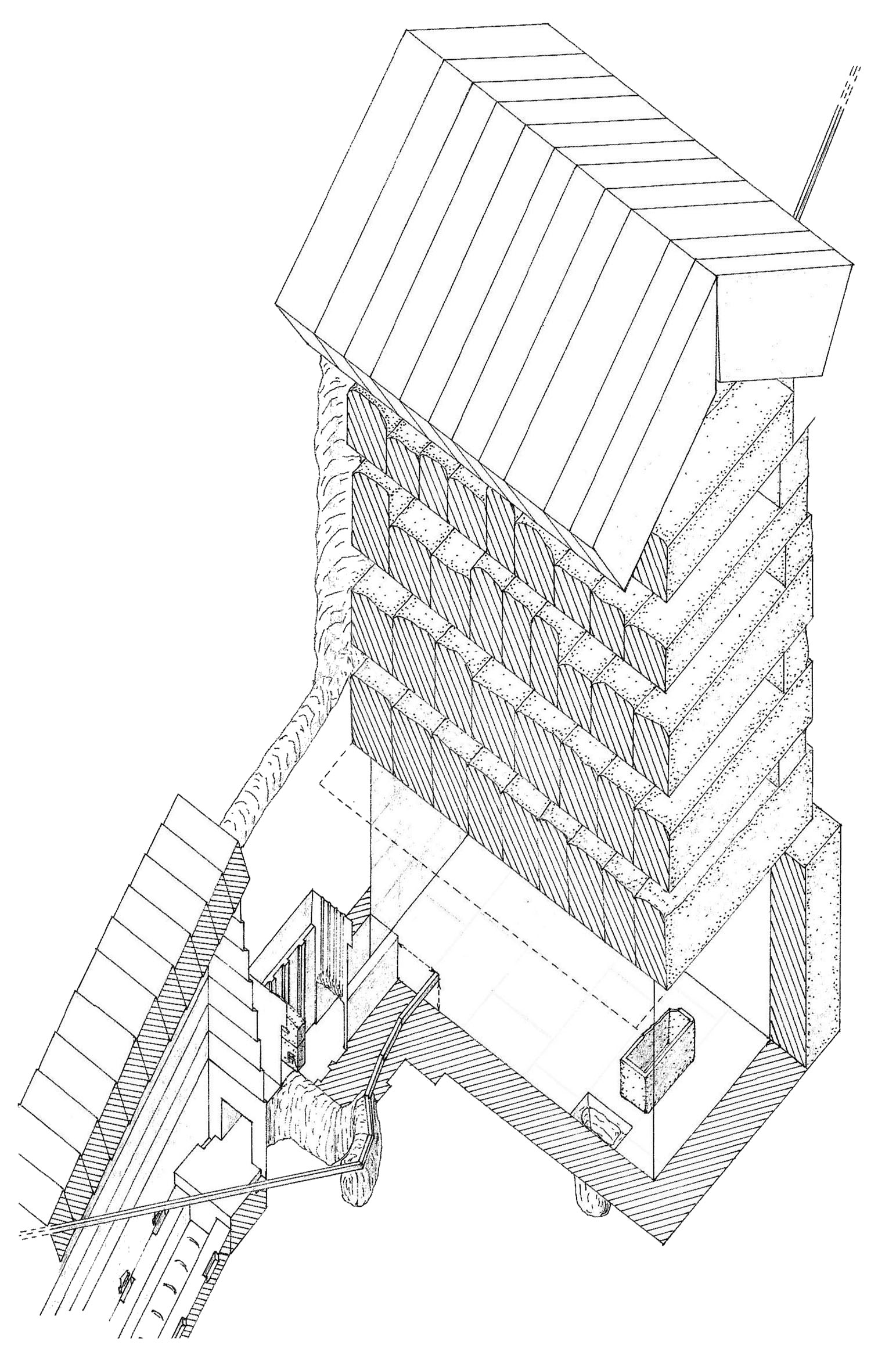
投影図
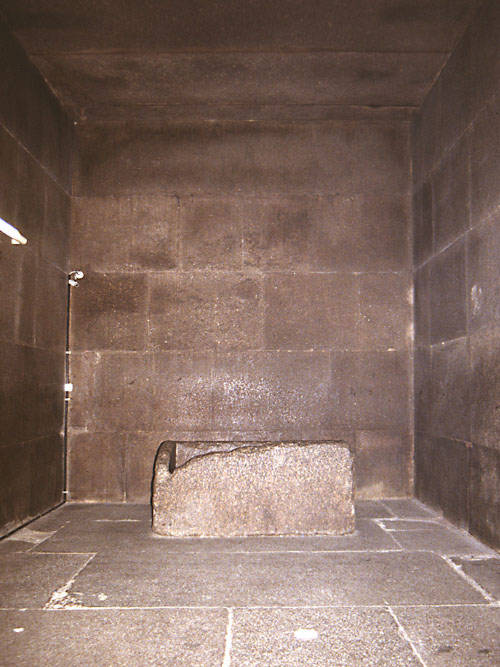
王の間
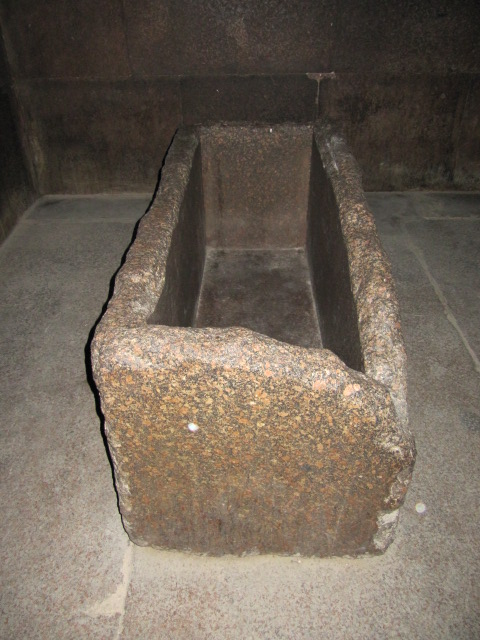
石棺

### 通気孔
王の間と女王の間には、それぞれ南北に20cm角ほどの通気孔と呼ばれる細い斜坑がある。このような通気孔を有するのは大ピラミッドのみである。
王の間の通気孔は床から90cm程度の高さにあけられ、北側は31度、南側は45度である。現在、王の間の通気孔は外部まで通じているが、おそらく完成時には化粧石によって塞がれていたと考えられる。
女王の間の通気孔は元々塞がれていて壁と区別がつかなかったが、1872年にウェイマン・ディクソンが入口を発見して開いた。北側の通気孔は約1.9m水平に伸びた後37度28分の角度で昇り、南側は約2m水平に伸びたのちに38度28分の角度に延びている。こちらは大ピラミッドの外まで延びていない。1993年にルドルフ・ガンテンブリンクは女王の間の南側の通気孔をロボットで探索したが、65mほど進んだところで石の栓で塞がれていた。栓には2本の腐食した銅製のピンが埋め込まれていた。2002年にはザヒ・ハワスがロボットによる調査を行い、南側にも同じような石栓がある事が確認された。また、ディクソンは北側の通気孔の内部から遺物を採取している。この遺物は現在大英博物館に収蔵されているが、用途は不明である。
4つの通気孔はライナー・シュタデルマンとルドルフ・ガンテンブリンクによって、紀元前2450年頃の星に照準が合わせられていることが明らかになった。それによれば、王の間の南はオリオン座の帯のアルニタク、王の間の北は竜座のα星ツバン、女王の間の南はシリウス、女王の間の北はこぐま座のベータ星のコカブに向かっている。彼らの仮説では、一般的なピラミッドにおいて地下に設けられている玄室から入口への上昇通路は王の魂が空へ昇るための通路も兼ねているが、大ピラミッドでは入口より高い位置に王の間と女王の間があるため、別途に設けられた魂が昇るための通路だとしており、最も有力視されている。

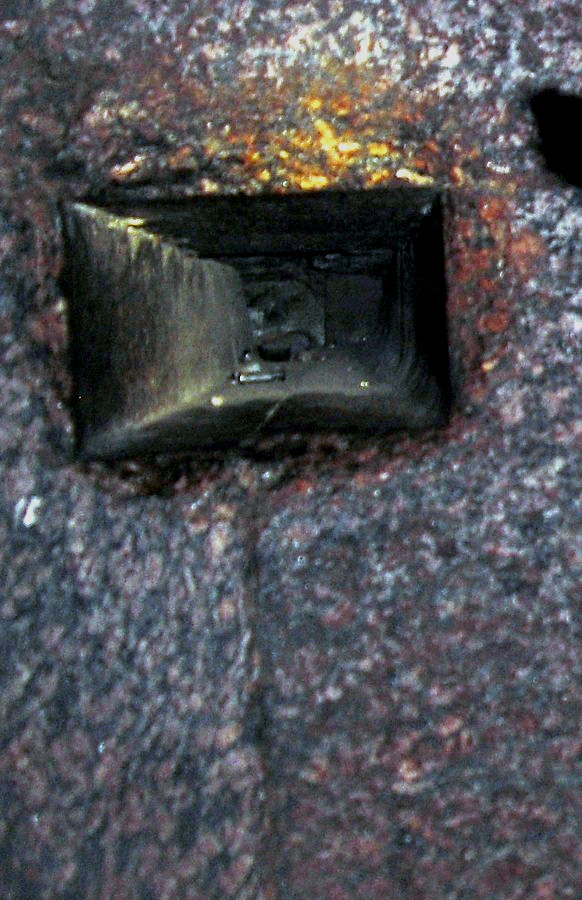
王の間の北側の通気孔
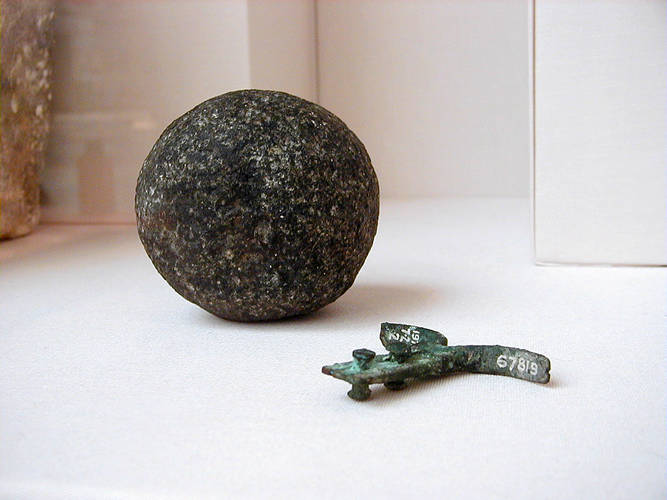
通気孔から採取された遺物

### その他
2023年3月2日、大ピラミッドの正規の入口から続く未知の空間が新たに発見された。

## 建造方法

### 測量と基壇作り

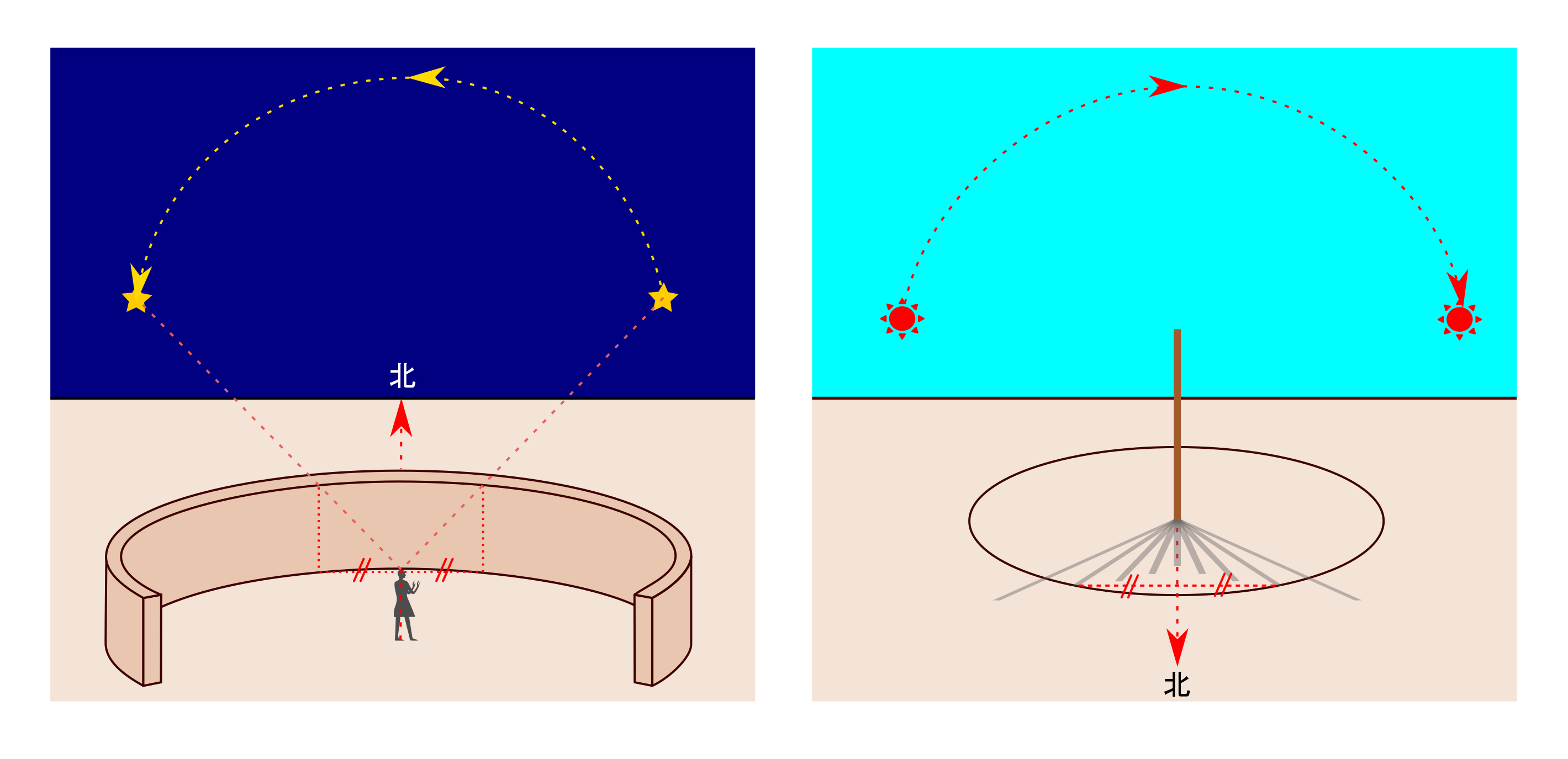
古代エジプトの北の測定法

ピラミッドを建築するために正確な測量が行われた。ボルヒャルト・ルートヴィヒは大ピラミッドの基礎の精度が最も高いのが東側であったことから、測量の基軸線は東であったと推測している。
ピラミッドの方位を決定する方法については2つの仮説がある。一つは天端が水平で平面が正円の壁を作り、その中心から星を観察。星が壁の頂きを昇った場所と沈む場所に印をつけ、2点の中心を北とする方法。もう一つは日時計のように立てた棒を中心に正円を描き、棒の落とした影の先が円と交わる2点に印をつけてその中心を北とする方法である。平面上の直角を求める方法については3つの仮説がある。一つは三角定規を使う方法。もう一つは辺長3:4:5の直角三角形を使う方法。最後は直線上に2つの円を描いて円弧が交わる2点を繋ぐ方法である。基壇の水平を出すには直角水準器を用いたと考えられている。直角水準器とはA字形の脚に下げ振りをつけたもので、2つの脚の高さが水平であれば下げ振りが脚の中央の印と合うことを利用した水準器である。
大ピラミッドの周囲の岩盤には底辺に平行して一定の間隔で穴が開けられている。この穴に杭を立てて糸を張って直交する基準線を出したと考えられている。

### 石材の採掘と運搬

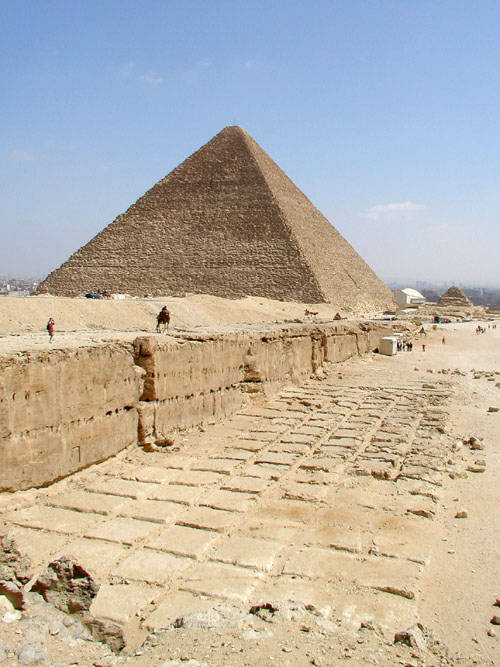
カフラーの石切場 後ろは大ピラミッド

大ピラミッドに用いた石灰岩は、かつてナイル川東岸から運ばれたとされてきたが、マーク・レーナーによって大ピラミッドから300mほど南に石切場が発見され、化粧石を除く大部分がそこから産出されたとする説が有力視されている。石材を採掘するには、まず岩盤に人が通れるほどの幅の溝を掘って巨大な岩塊に仕切り、次に岩塊を小さなブロックに切り分ける。最初に大きな溝で分けるのは、岩盤からブロックを切り離すために、木の梃子(てこ)を用いるスペースを確保するためだと考えられている。
石材を運搬する方法、特に高い位置に揚げる方法については、大きく2つの説に分類できる。一つは古代エジプトで実際に用いられたことが確認されている、傾斜路を築いてそりなどで運搬する方法。もう一つは起重機など遺物は発見されていない技術を用いると推測する説である。先行するピラミッドで傾斜路の跡が確認されている事や、実験考古学により石材を橇に載せて傾斜路を引き上げられることが証明されており、傾斜路説が現在の定説となっている。また、ギザでは頂部に溝が入ったキノコ形の石材が発見されている。この用途は不明であるが牽引するロープの方向を変える滑車のような働きをする道具であった可能性が指摘されている。
ピラミッドに運ばれた時点では、石材は底面のみが平面に仕上げられていたと考えられる。石材を設置する前に両隣の石材と接する面を平らに仕上げて、化粧石の場合は仕上げ勾配の印だけつけておく。そして石材を据え付けた跡で、隣の石材と水平になるように上面を平らに仕上げたと考えられる。

### 傾斜路の形状

傾斜路の形状。左からジグザグ傾斜路、内部直線傾斜路、螺旋傾斜路

運搬に用いた傾斜路の角度は10度以下と推定されるが、その場合に問題となるのは847mにも及ぶと推測される長大な傾斜路はどのような形状をしていたのかという点である。傾斜路の形状については大きく3つの説に分けられ、これらを複合する説も唱えられている。なお、大ピラミッド南側に傾斜路跡と思われる遺構も2箇所見つかっているが、衛星ピラミッド建造のための傾斜路とする説もあり、議論が分かれている。

#### 直線傾斜路説
直線傾斜路説の代表的な提唱者はジャン＝フィリップ・ロエールである。ロエールは最初期は4面に傾斜路が作られ、積みあがるにつれて南の傾斜路のみが残されて増築されていったとしている。また、傾斜路は勾配が急になりすぎないようにピラミッド本体も傾斜路の一部に組み込まれたとする。この説は、傾斜路の建造にピラミッドの体積に対して2/3程度にも及ぶ建材が必要となる点で疑問視する研究者もいる。そのほかにディータ・アルノルトは、ピラミッドの中に傾斜路が組み込んで傾斜路を延長させる内部直線傾斜路説を提唱している。

#### ジグザグ傾斜路説
ジグザグ傾斜路説はピラミッドのある一面にジグザグに上がる傾斜路を作る方法で、この説を提唱した代表者はフリンダーズ・ピートリーである。この方法は、ピラミッドの内部に階段状のコア構造があると仮定すると最も有効的とされる。

#### 螺旋傾斜路説
螺旋傾斜路説はピラミッドに巻き付くように傾斜路を作ったとする説で、その傾斜路を4本としたダウズ・ダンハムや、2本としたクレム夫妻が代表者である。この説で問題となるのは、ピラミッドの稜線をどのように真っすぐにしたかという点だが、この問題を解決する新たな方法として提唱されたのがジャン＝ピエール・ウーダンの内部傾斜路説である。この内部傾斜路説は2010年代にフランスを中心に注目を浴びた説であったが、スキャンピラミッド計画によって内部構造が実在していないことが確認され、否定された。

### 仕上げ
最後の石材であるピラミディオンを載せる作業は最も困難な作業であったと考えられる。ピラミディオンは梃子で据え付けられたと考えられるが、レーナ―はその作業スペースを頂部周囲に木製の足場を組んで作ったと推測している。すべての石を積みおえて傾斜路を外していくと同時に、上部から化粧材の表面を勾配なりに仕上げていく。

### 労働者
ピラミッド建造に従事した労働者について、ヘロドトスは10万人が3か月交替で労役に就いたと記している。しかし現在では、大ピラミッドの建造に直接携わった労働者は4000人程度と見積もられており、これに工具の製作や食料や物資を供給する人々を加えると全体で2万から3万人と推定する説が有力である。また1990年代まではナイル川西岸は死者の町とされ、労働者は東岸に住み現場まで通っていたと考えられてきたが、1989年から行われたレーナ―の発掘調査によりギザ台地の麓にピラミッド・タウンと呼ばれる労働者の住居群が発見された。このピラミッド・タウンは出土する封泥の印章から、三大ピラミッドのうちカフラー王とメンカウラー王のピラミッドの建設に従事した労働者のものと考えられるが、周辺からクフの遺物が出土していることからレーナ―はピラミッド・タウンの下層に大ピラミッドの労働者の町が埋まっていると推測している。また、2013年に発見されたメレルの日誌（ドイツ語版）に「生きよクフ」という名の町が記されており、この町が大ピラミッドの労働者の町である可能性が指摘されている。
こうした労働に奴隷や徴用などの労働搾取があったのかについて長い間議論となっている。当時は貨幣経済はまだなく、パンやビールなどの配給がこれに相当していたと考えられているが、ピラミッド・タウンで発見されたパン焼き工房の生産能力の推定などから、労働者は相当な高カロリーの食品を享受していた可能性があり、奴隷ではなかったとする説が有力である。
こうした労働者の組織についてレーナ―はヒエラルキー状に編成されていたという説を提唱している。それによると労働者は10人一組の班に編成され、2班を束ねる小隊、10小隊を束ねる中隊、5中隊を束ねる大隊、2大隊を束ねる連隊があったと推測し、全体では2連隊（計4000人）が編成されていたとする。この場合、1班は1日に4個の石材を運搬したとしている。
なお、吉村作治やバリー・ケンプらは、ピラミッド建設は農閑期に農民の雇用を生み出すための公共事業であったという説を唱えているが、実際は農民による労働は農閑期のみに限られたものではないと考えられている。

## ピラミッド複合体

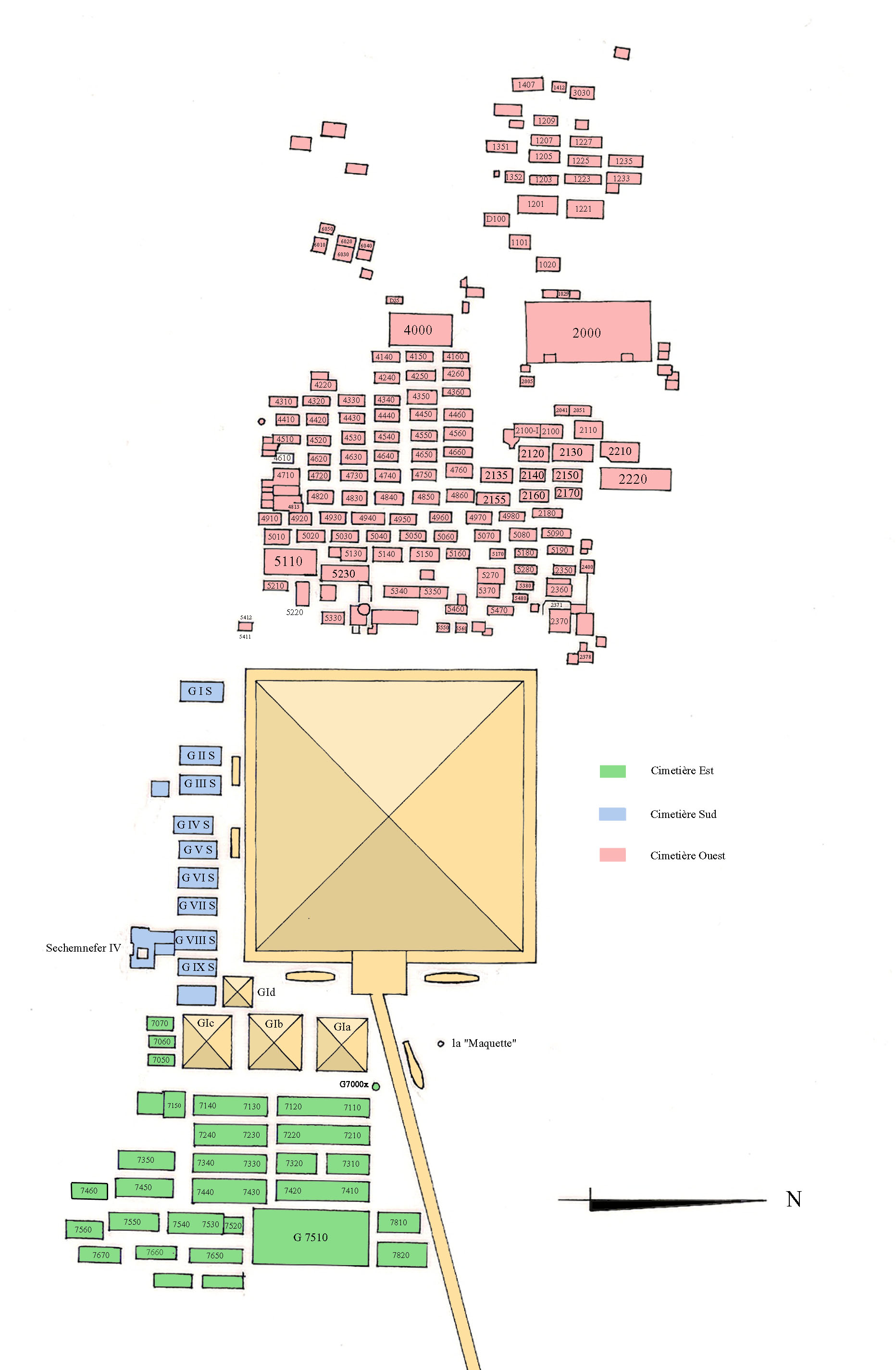
大ピラミッドのピラミッド複合体

ピラミッド複合体（ピラミッド・コンプレックス）とはピラミッドを中心とする複合施設の名称。ピラミッドの他の施設として、衛星ピラミッド・王妃のピラミッド・葬祭神殿・参道・河岸神殿などが挙げられる。ピラミッド複合体にはジョセル様式とメイドゥム様式の2種があり、大ピラミッドの複合体はメイドゥム様式である。

### 河岸神殿
河岸神殿はナイル川の川岸に建てられた神殿である。大ピラミッドの河岸神殿は東約740m行ったギザ台地の麓から玄武岩の床が発見されたが、現在は埋め戻されており全容もつかめていない。第4王朝はミイラ作りに革命が起きた時期で、遺体から脳や内臓を取り出すようになる。こうしたミイラ作りはイブウ・エン・ワアブ（清めの天幕）という仮設の構造物で行われたが、これは河岸神殿に設置されたと考えられている。処置を終えた遺体はワアベト（清めの場所）に運ばれて安置されたが、このワアベトも河岸神殿内にあったと考えられている。このワアベトへの移動ではナイル川を渡ったが、河岸神殿で作られたミイラは疑似的に運河などを渡って再び河岸神殿に運び入れられたと考えられる。また、この儀式で用いられた船がクフ王の船と考えられる。クフの娘メレスアンクはワアベトに273日間安置されたと碑文に記されており、クフも同じであったと考えられる。

### 参道
参道は河岸神殿と葬祭神殿を繋ぐ通路である。大ピラミッドの参道は20世紀初頭まで一部が残っていた。参道はナイルの川岸からギザ台地の上まで登る傾斜路になっており、その基礎構造は高さ40mに及んだと思われる。ヘロドトスはこの参道は浮彫で飾られた道と記しているが、考古学者は否定的である。

### 葬祭神殿

葬祭神殿の図面

ワアベトに安置されていたミイラは参道を通って葬祭神殿に運ばれた。葬祭神殿はその当時の王宮を模しているとされ、「王の永遠の住居」と考えられていた。参道から葬祭神殿に入ると、柱に囲まれた露天の中庭に出る。中庭には中央に祭壇があったとされる。そこから西に向かうと主要な礼拝所に至る。現在は中庭の黒色玄武岩の床面とそれを囲む列柱廊に建てられていた花崗岩の柱の受け口、西側の奥まった区画、外壁の土台にするために岩盤に彫られた溝が確認できるのみである。後にメイドゥム様式の葬祭神殿に現れる壁龕や偽扉が、大ピラミッドの葬祭神殿にもあったかは解らない。また、葬祭神殿では葬儀が行われたという説もあるが、実際にそこで何が行われたのかは明らかではない。

### 周壁
大ピラミッドは8mの高さの周壁に囲まれていた。この壁は厚さ3m以上でトゥーラ産の石灰岩で作られ、大ピラミッドとの間の幅10.2mほどのスペースは石灰岩で舗装された中庭となっていた。この中庭に入るためには河岸神殿から参道を経て葬祭神殿を経由するほかなかった。

### 船坑

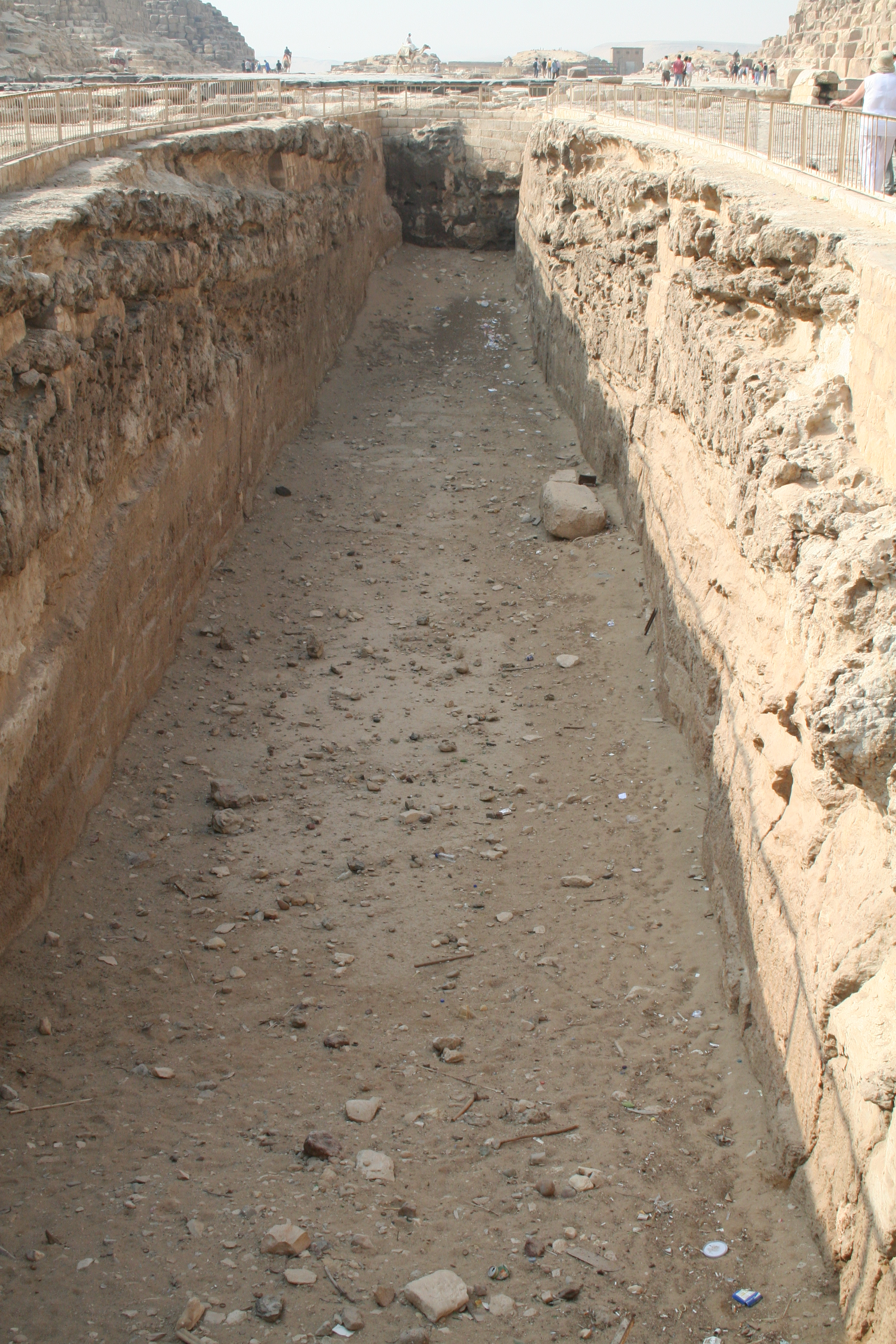
大ピラミッド東側の船坑

ピラミッドの周囲には王の魂を運ぶ船を象った竪穴が開けられていることがあり、これを船坑（ボートピット）という。大ピラミッドの東側には3基の船坑があり、参道に沿うように設けられた船坑には階段が設けられ下に降りられるようになっていた。王妃のピラミッドの間にも2基の小さな船坑がある。いずれからも内部からは何も見つかっていない。
これとは別に、1954年には大ピラミッド南側に2基の船坑が発見された。こちらの形状は長方形で内部から解体された木造船が発見された。そのため、一般的な船坑は船を象徴する宗教的な目的の施設だが、南側の船坑は船を保存するための竪坑と考えられている。南の船坑内の壁面から多く労働者の落書きが発見されており、クフの息子ジェドエフラーの名も見えることから、周辺施設はクフの死後に完成されたと考えられている。

### 王妃のピラミッド

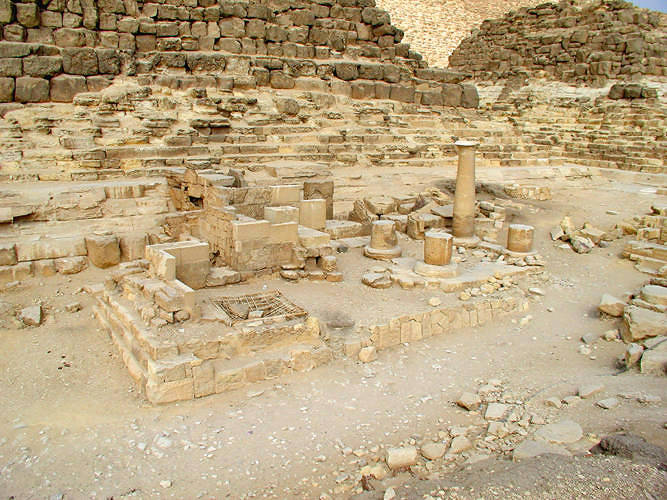
G1-cの礼拝室

大ピラミッドの東側、参道の南側に王妃のピラミッドが3基並んでおり、それぞれ北からG1-a（英語版）、G1-b（英語版）、G1-c（英語版）と称される。王妃のピラミッドは大ピラミッドと異なり、底面が水平に整えられていない。大きさは大ピラミッドの1/5に計画されていたと考えられる。完成時は真正ピラミッドであったが化粧石がはぎ取られ、階段状のコアが露出している。またコアと化粧石の間には小さな石灰岩の充填材が封入されていた事が確認できる。入口は北側でひとつの玄室が岩盤を掘り抜いて作られており、玄室は石積みで仕上げられていた。またそれぞれ東側に小型の礼拝室が設けられていたが。G1-cのみがその壁面を残している。
被葬者はG1-aはクフの母ヘテプヘレス、G1-bはクフ王妃メリトイテス、G1-cは同じく王妃ヘヌトセンとする説が有力である。いずれも内部からは何も発見されていないが、G1-aの東側の竪孔からヘテプヘレスの副葬品が発見されている。これは盗掘を逃れた遺品を再埋葬したものと考えられている。シュターデルマンは、G1-cの位置が大ピラミッドの南側ではなく、大ピラミッドの南側に並ぶマスタバに合わせて計画されていることから、G1-cは後にカフラー王が母の為に建てたと推測している。

### 衛星ピラミッド

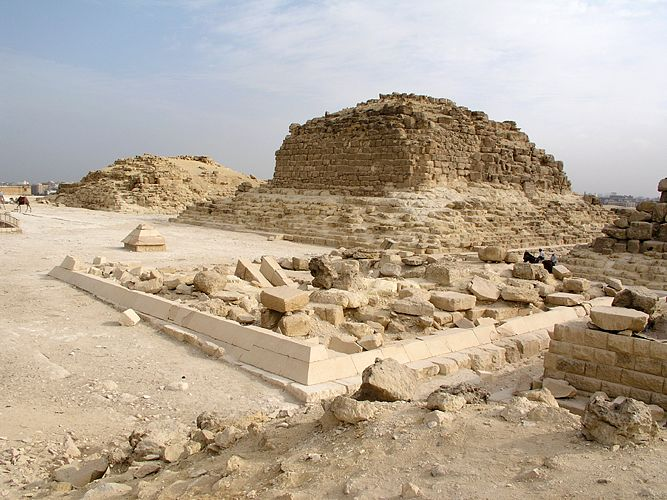
衛星ピラミッドの基部 左の四角錐は発見されたピラミディオン。奥は王妃のピラミッドで左からG1-a、G1-b

1992年に大ピラミッドと王妃のピラミッドの間に底辺が僅か20mあまりの小型のピラミッドが発見された。これはG1-d（英語版）と称され、王のカァの墓とされる衛星ピラミッドだと考えられている。内部はT字の下降通路と墓室をそなえる。この衛星ピラミッドからはピラミディオンが発見されている。

### 東西のマスタバ群
ピラミッドの東西には多くの個人墓（マスタバ）が周辺にある。マスタバはそれぞれ1mから2m程度の間隔をあけて規則正しく並んでいる。現在は外装が剥がされているが、完成時には大ピラミッドと同様に化粧石で覆われていたと考えられる。東側は王族用、西側が高官用とされている。

## 周辺遺跡との関係

### 三大ピラミッドのレイアウト計画
ギザの三大ピラミッドは、そのレイアウトや大きさに意味を見出そうとする多くの仮説がある。特に三大ピラミッドには最初の大ピラミッド建設時からマスタープランが存在したという説があるが、これは定説とはなっておらず、それぞれが建設された順に随時レイアウトが計画されていったと考えられている。
カフラー王のピラミッドの配置は太陽信仰と関係性が指摘されている。大ピラミッドとカフラー王のピラミッドの南東の角を結び、そのラインを24㎞ほど東北方向に伸ばしていくと、太陽信仰発祥の地であったヘリオポリスの中心にあるオベリスクに至る。この位置関係はカフラー王のピラミッドを建造する際に、櫓のようなものを立ててヘリオポリスを見通して計画されたと考えられる。また夏至の太陽は二つのピラミッドの間、ちょうど大スフィンクスの真後ろに沈むことが分かっている。
メンカウラー王のピラミッドの配置はオシリス信仰と関係性が指摘されている。『オリオンミステリー』の著者であるロバート・ボーヴァルは、ピラミッドと古代エジプトの星辰信仰を結びつけ、三大ピラミッドの配置をオリオン座の帯に位置する三つ星に呼応させたと指摘した。古代エジプトにおいてオリオンの帯はサフと呼ばれ、冥界の神オシリスと同一視されており、また、ピラミッドをオシリスと見なした事も確認されていることから、メンカウラー王によって三大ピラミッドが三つ星として計画されたという説は考古学的にも容認されている。

### 大ピラミッドの模型

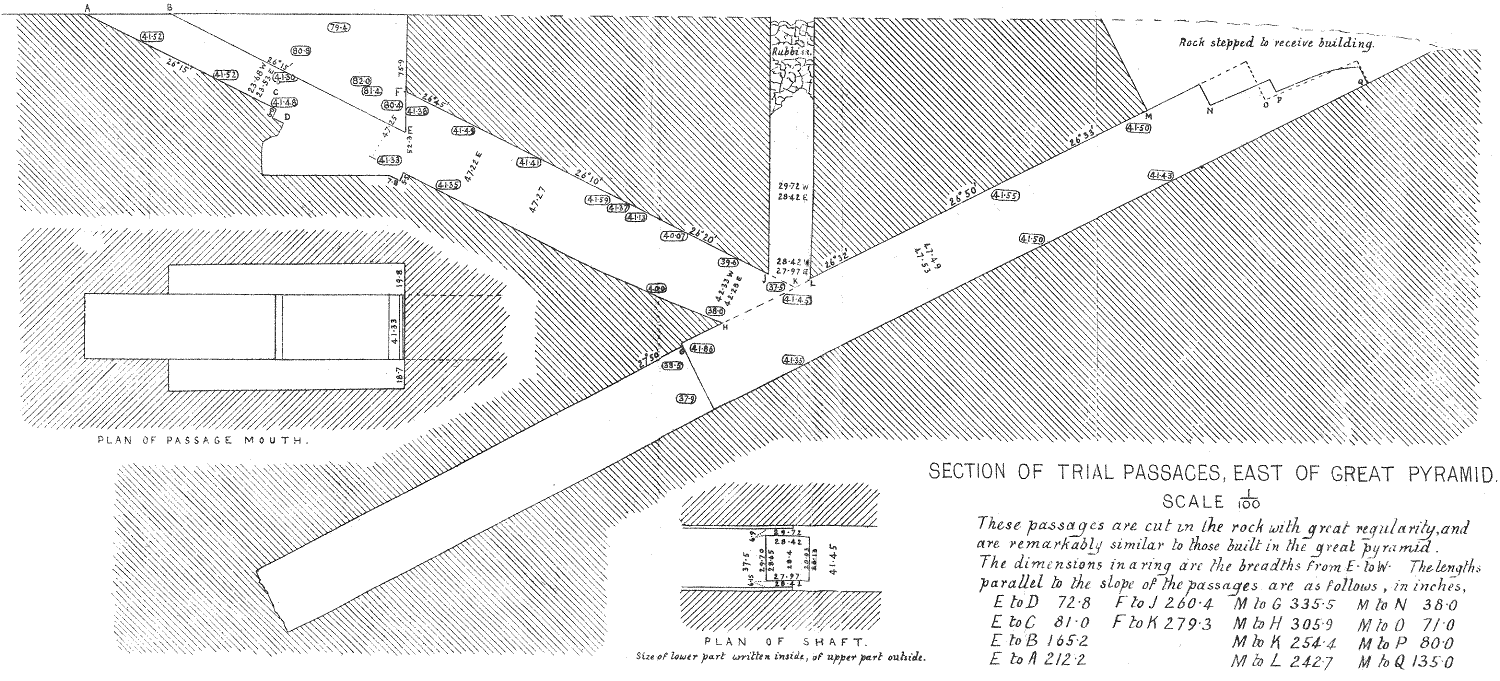
大ピラミッドの模型の測量図

参道の北側には、大ピラミッドの1/5の縮尺で内部構造を模倣している通路が岩盤に掘られているのが発見されている。内部構造は下降通路・上昇通路・大回廊と水平通路などで、大ピラミッドの閉鎖実験を行うための模型であったと考えられている。

### 大スフィンクス
2000年にライナー・シュタデルマンは、碑文の検証や彫像の類型学的分析により大スフィンクスがクフ王によって造られたという新説を提唱した。しかし、スフィンクス神殿とカフラー王の河岸神殿の関係性により、大スフィンクスはカフラー王の建造というのが定説である。

## 伝承・研究史

### 古代から近世の伝承

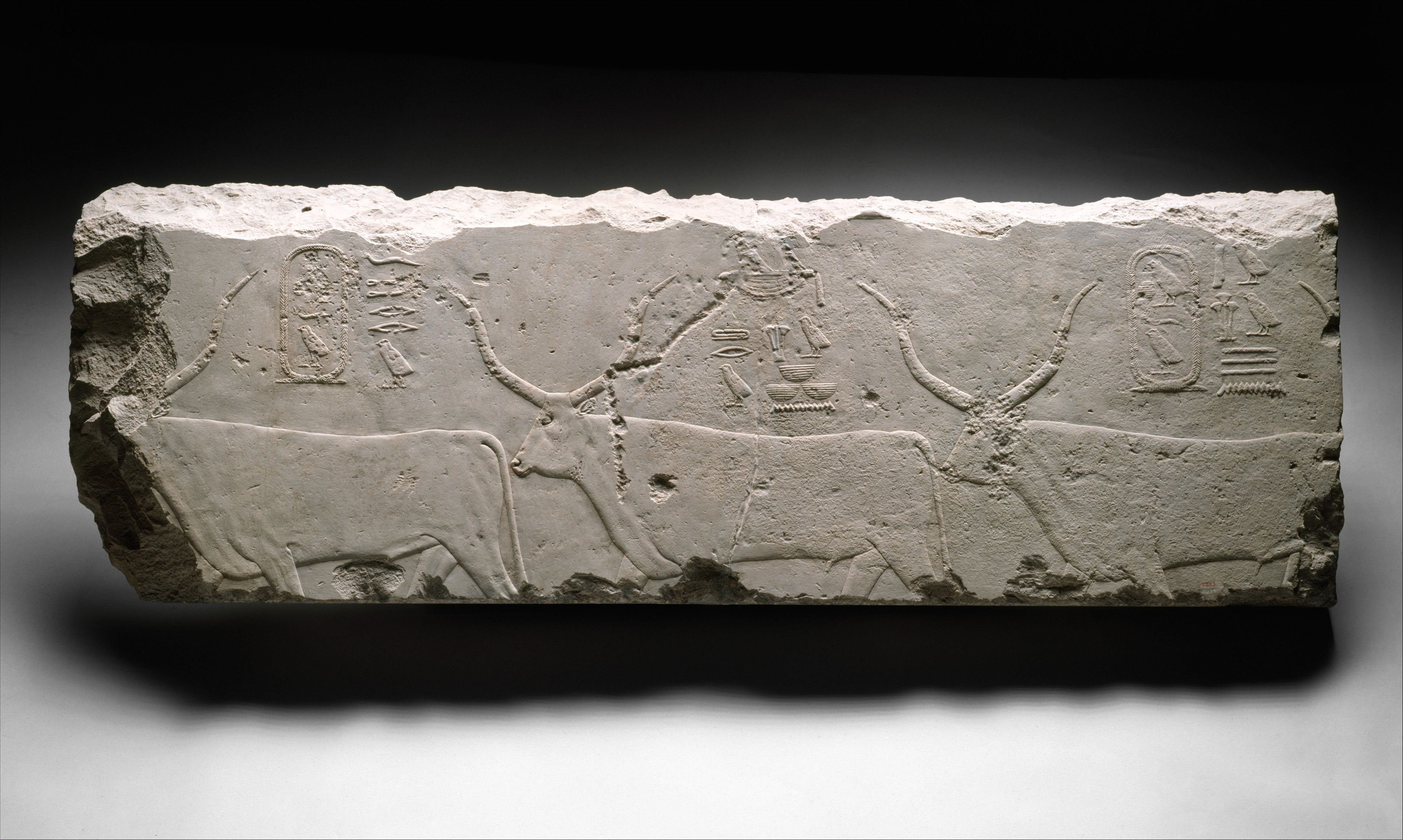
アメンエムハト1世の葬祭神殿から発見されたクフ王のレリーフ（メトロポリタン美術館蔵）

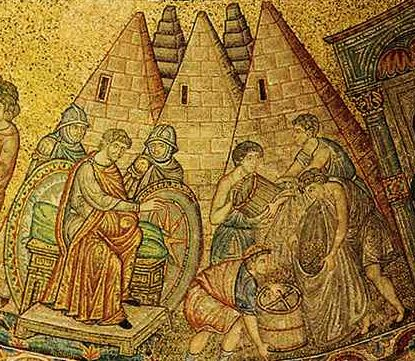
サン=マルコ大聖堂に描かれるヨセフとピラミッド

大ピラミッドが盗掘された時期については、明らかになっていない。カイロから南に50㎞にあるリシュトのアメンエムハト1世の葬祭殿から、クフの名が刻まれているレリーフが発見されている。この事から遅くても中王国時代（紀元前2000年ごろ）には廃墟になっていたと考えられる。またギザの第4ピラミッドとも呼ばれるケントカウエス女王墓からは第12王朝のスカラベが発見されており、この時期に盗掘もしくは墓の再利用が行われたと考えられている。一方でギザのピラミッドについての伝承は語りつがれていた。中王国時代に書かれたとされるウェストカー・パピルスには「クフ王はヘリオポリスにあるトート神の聖域で秘密の部屋を探すことに時を費やした。それは自身の墓にも似たようなものを創るためである。」と記されている。また紀元前1427年ごろにアメンホテプ2世は大スフィンクスに石碑を建てたが、そこにはクフやカフラーの名が刻まれている。第26王朝には古王国時代の栄光を取り戻そうと、ギザで再び祭儀が行われるようになった。その祭儀の参加者には「クフの神官」という役職もあった。しかし、この頃には大スフィンクスをクフより前の時代に作られたとし、クフはこれを修復した王と考えられていた。
大ピラミッドの記録を残した最初の書物は、紀元前5世紀のヘロドトスの『歴史』である。ヘロドトスは神官からの伝聞として、暴君クフ、建造期間は30年、梃子を用いた建造法などを記し、長年にわたってこれが定説とされてきた。
紀元前3世紀のプトレマイオス朝の歴史家マネトは、「クフが大ピラミッドを建造。神々を軽視、聖なる書物を著す」と断片的に記述した。
紀元前1世紀ごろ、ギリシアやローマの歴史家らはギザのピラミッドについて多くの著述を残した。ディオドロス・シクルスはピラミッドが斜路を用いて建造された墓であるとし「しかし王たちはそこに葬られる事は無かった」と記している。ストラボンは「大ピラミッドの内部には可動式の石材があり、それを持ち上げると玄室に降る通路がある」と内部構造について記述している。3世紀ごろから多くのキリスト教徒がエルサレム巡礼の途中訪れる観光地となった。しかし彼らは古代エジプト文明に興味を示さず出エジプトに関する事績を求めた。以来、ギザのピラミッドは「ヨセフの納屋」と見放されるようになった。
7世紀中頃にアラブ人がエジプトを征服した。820年頃にはカリフのアル=マムーンが大ピラミッドの内部に初めて侵入したという伝承が生まれて『千夜一夜物語』にも描かれるが、実際に盗掘を受けたのはこれより前と考えられており、現在の盗掘口もアル=マムーンが掘ったものかは定かではない。こうしたアラブ人による伝説は、15世紀の歴史家アル＝マクリーズィーによって纏められ、その他には大ピラミッドには神官たちの科学と英知が納められていると見なされていた事などが記されている。12世紀ごろからギザのピラミッドは組織的な採石が行われるようになった。
14世紀から18世紀にかけて、再び多くの西洋人がエジプトにやってくる。彼らの目的は聖地巡礼であったが、エジプトは神秘に満ちた不可思議な国と見られてギザのピラミッドは欠かせない観光スポットとなった。しかし、ここでも変わらずピラミッドは、古代エジプト文明ではなく聖書やギリシア神話などの伝承と結びつけられていた。

### ジョン・グリーヴスの測量

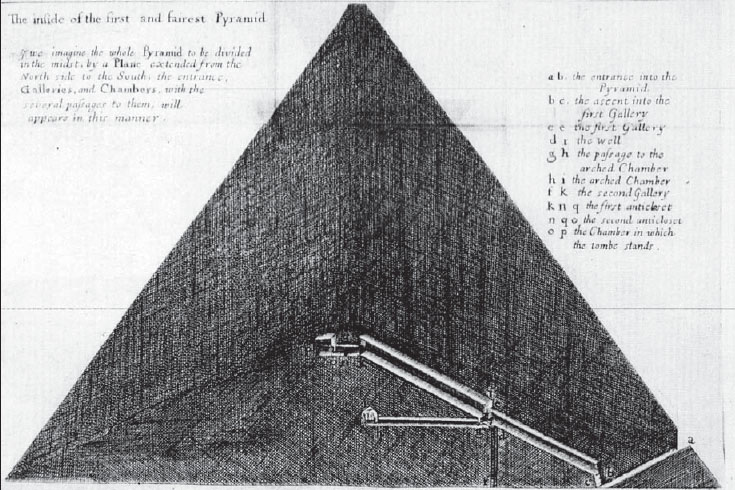
『ピラミッドグラフィア』の断面図

ジョン・グリーヴスは大ピラミッドについて考古学的な手法を用いた検証を行った最初の人物である。数学者で天文学に通じていたグリーヴスは、17世紀当時の最高の測量機器を用いて大ピラミッドを測量し、その大きさを明らかにした。また、大ピラミッド内部に入り通路や部屋の寸法を計測し、断面図を完成させた。その内容を1646年に『ピラミッドグラフィア』に纏めて出版したが、その結論としてピラミッドが王墓であることを主張した。しかし、グリーヴスはこの本を当時の知的公用語であったラテン語ではなく、一地方の言語に過ぎなかった英語で執筆した。その理由は定かではないが結果として世間はグリーヴスの著作に注目せず、大ピラミッドを神秘的なイメージで描いたアタナシウス・キルヒャーの著書の方が好まれた。
グリーヴスの著書に注目をしたのはアイザック・ニュートンである。ニュートンは大ピラミッドの設計には端数のない関数が使われたと仮定し、グリーヴスの測量から1キュビットが52.4cmであると推測した。古代エジプトは身体尺を用いていたが、現在は古王国時代の単位は52.5cmと考えられており、ニュートンの数値とほぼ合致する。ところが19世紀になると、ニュートンの大ピラミッド研究を万有引力の発見と結びつける俗説が現れた。こうした事はピタゴラスが地球と大ピラミッドを結びつけたとする俗説にもみられ、大ピラミッドを疑似科学的に取り上げる風潮で注目された。

### エジプト考古学の黎明期

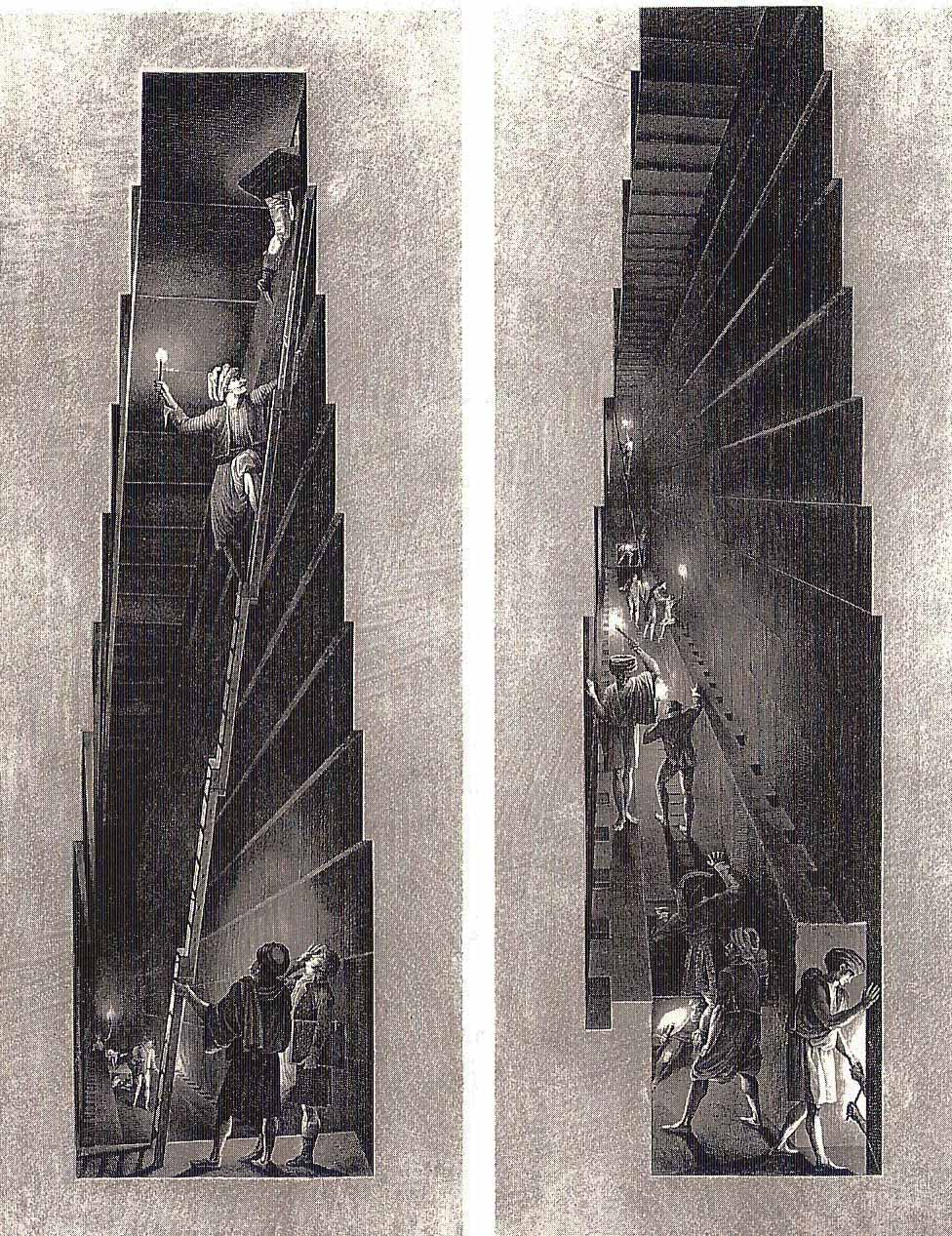
『エジプト誌』のイラスト

ナポレオンはエジプト遠征にエジプト調査の為の学芸委員会を同行させた。1801年の撤退までに委員会はエジプト全土の調査を行い、ジャン＝マリー・クテルとジャン＝バプティスト・ル・ペールがギザでは大ピラミッドの竪坑の掘削、スフィンクスの発見、周辺遺跡の発掘を行った。その成果は『エジプト誌』に纏められ、これがきっかけとなって西欧において古代エジプト文明が再発見されることとなった。
フランスの東方遠征軍が帰国した後は、略奪と破壊的かつ非組織的発掘の時代となった。イタリア領事の支援を受けて大ピラミッドなどの発掘を行ったイタリア人は科学や芸術に所属しない人物であった。そのひとり、ジョヴィアンニ・ガヴィッリャが1816年からおこなった発掘では、女王の間でいくつかの穴をあけ、竪坑のがれきや下降通路の石栓を取り除いて地下室を発見した。イギリス人のハワード・ヴァイスとジョン・ペリングは1837年からギザのピラミッドの調査を行い、大ピラミッドの王の間で通気口を発見した。また、ダイナマイトを用いて重量軽減の間が5層構造になっていることを明らかにし、大ピラミッド南側の入口を探すために爆破をするなど、ギザで破壊的な調査を繰り返した。こうした発掘により多くの発見があったが、同時に遺跡が破壊された。

### エジプト考古学とピラミッド学

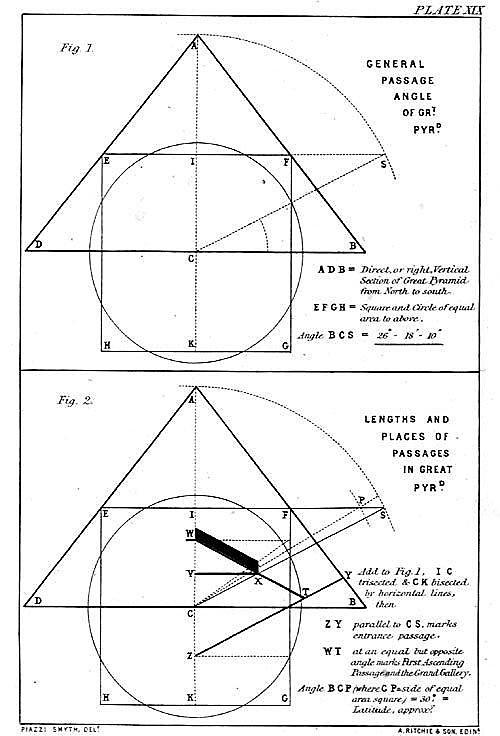
ピアッツィ・スミスの疑似科学的検証

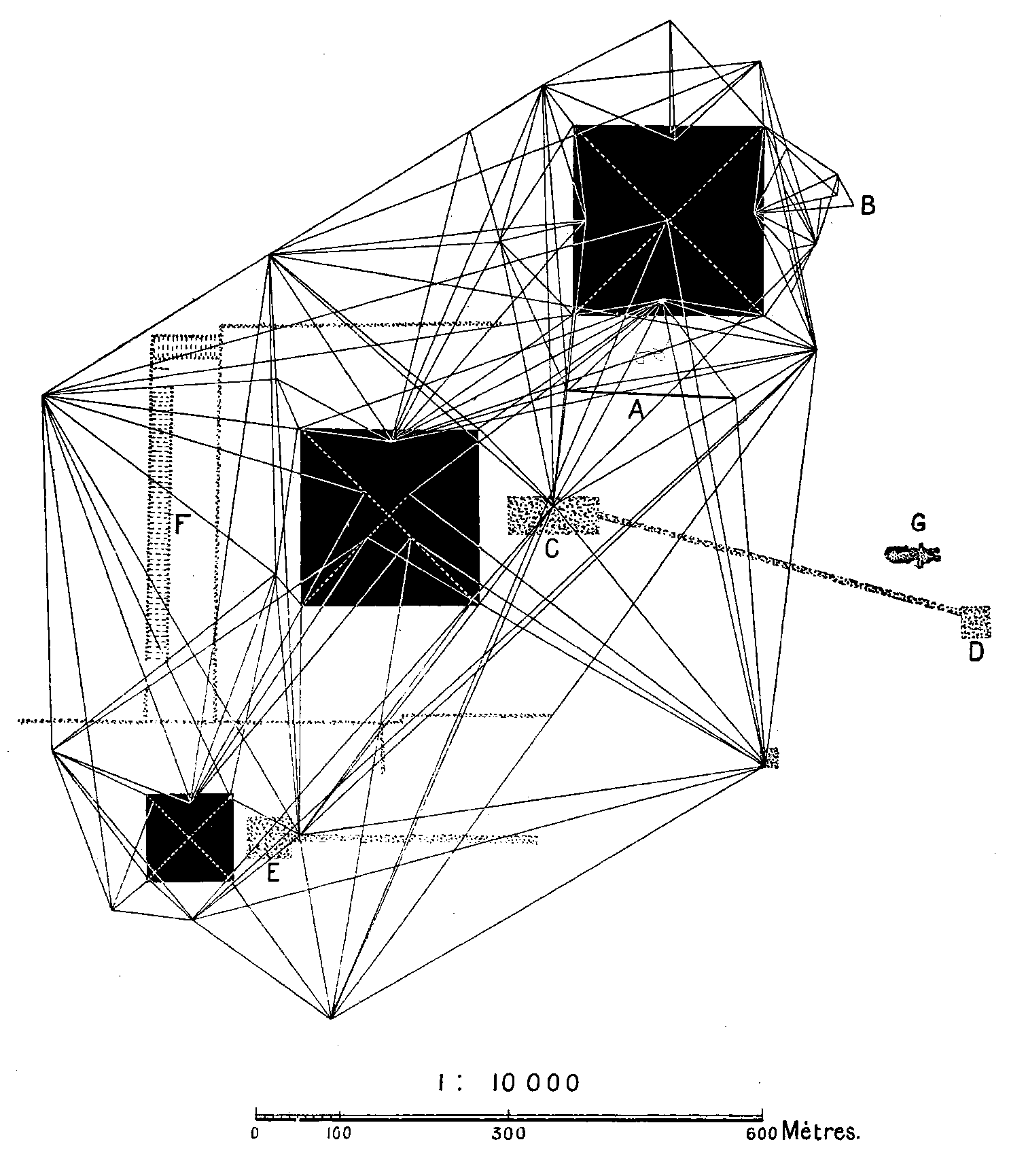
ピートリーによるギザの測量図

プロイセン王国の考古学者カール・リヒャルト・レプシウスは1843年からのエジプト調査で多くの結果を残し、ピラミッドについては王の治世の長さによって大きくなるという成長理論を考案した。フランス人のオギュスト・マリエットは1858年に初代のエジプト考古局の局長に就任した。これにより破壊的な発掘の時代は終わり、学術的な調査が行われるようになった。
一方では大ピラミッドを疑似科学的に取り上げるピラミッド学が流行した。ニュートンが発見したキュビットの1/25が「ピラミッド・インチ」と呼ばれるようになり、数学者のジョン・テイラーや天文学者のジョン・ハーシェルらは大ピラミッドと地球を数値的に結び付けようとした。天文学者のピアッツィ・スミス（英語）は大ピラミッドを建てた古代エジプト人は世界が球体であることを知っていて、その南北の直径の5億分の1がピラミッド・インチで大ピラミッドは地球の縮図であると主張。さらにピラミッド・インチが現代のイギリスのインチの由来であり、大ピラミッドはイギリス人の祖先である失われたイスラム支族によって造られたと信じるようになった。スミスはこの仮説を証明するために、ウィリアム・ピートリーと息子のフリンダーズ・ピートリーに測量を依頼した。
フリンダーズ・ピートリーらは9か月にわたってギザ台地を測量したが、その結果はスミスの仮説を否定するものであった。これ以降、ピートリ―は神秘主義を捨て去り、調査結果と共に大ピラミッド建設に用いられた道具や労働者の組織、石の切り出し方や運び方などの考察を合わせて、1883年に『ギザのピラミッドと神殿』として出版した。ピートリ―は近代エジプト考古学の父と呼ばれている。

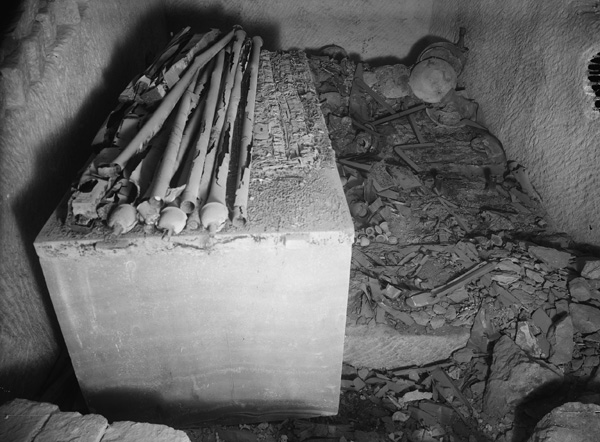
ヘテプヘレス王妃の副葬品

20世紀に入ると、エジプト考古局のガストン・マスペロはギザの周辺を分割し別々の外国人調査団に割り当てて同時に発掘を行わせるようになった。その結果、エジプト考古学は外国機関による大調査隊の時代となった。これにより大ピラミッド周辺での発掘調査で新たな発見が続く。1925年にはアメリカ人のジョージ・レイズナーがクフの母ヘテプヘレス王妃の副葬品を竪坑（G7000X号墓）から発見した。1949年にジャン＝フィリップ・ロエールが葬祭殿の玄武岩の舗装や傾斜した参道の跡を調査した。また1954年にはカマル・マラックらが大ピラミッド南からクフ王の船を発見した。

### 現代
第二次世界大戦の後からは科学的な調査が行われるようになる。1986年にフランスの企業が精密重力計を用いて大ピラミッドの密度を測定した。その結果、大ピラミッドは雑多な密度のブロックから出来ているとの結果を得た。このプロジェクトに参加していたジャン＝パトリス・ゴワダンとジル・ドルミオンは特に密度が低かった水平通路の西側にドリルで穴を開け、石灰岩のがれきやモルタル、砂などが出てくることを確認した。彼らはこの結果から秘密の部屋があるという推測をしたが、レーナ―や河江はこの結果から不均質な構造は隙間に充填材が詰められた部分と推測している。1987年には吉村作治が率いる早稲田大学が遠隔探査を行い、フランスと同様の密度異常に加えてピラミッド南側の地下にトンネルの存在の可能性があると発表した。
1990年にはギザ台地の麓にあるナズレット・エル＝サマンで大ピラミッドの河岸神殿と思われる玄武岩製の壁が、さらに3年後にはその近くから船着き場と思われる壁が発見された。1992年には王の間、翌年には女王の間の通気孔にロボットを登らせる調査が行われた。
2017年に日本・フランス・エジプトの共同研究チームによるスキャンピラミッド計画（英語版）が行われ、大回廊の真上、地上から60から70mほどの位置に巨大な空間があると発表された。この調査は、ミューオンによる非破壊の調査であった。発見された空間は長さは30m程で幅や高さは確定できないが、大回廊に匹敵する大きさと考えられる。または巨大な一つの空間なのか、いくつかの空間が隣接しているのかなど、不明な点は多い。また、大ピラミッドの正規の入口の裏に高さ1mから3m、幅1mから2mの空間がある事も発見された。これらの発見について、考古学者からは疑問や否定的な意見が呈されているが、物理学的には空間があることは間違いないとされている。
2016年から2017年にかけて、初めてドローンを用いた大ピラミッドの測量が河江肖剰らによって行われた。この調査で作成された現在の大ピラミッド頂部の詳細な図面により、現在の大ピラミッドは化粧石のみが取り除かれ、その裏の裏張り石が露出した状態であり、裏張り石の天端は水平だが、その内側に積まれた石の天端は水平ではなく凸凹していることなどを明らかにした。
2023年3月2日、186年ぶりに大ピラミッドの中に存在する未知の空間の存在が映像で明らかにされた。